# Portugal
Portugal, oficialmente República Portuguesa, é um país soberano unitário localizado no sudoeste da Europa, cujo território se situa na zona ocidental da Península Ibérica e em arquipélagos no Atlântico Norte. O território português tem uma área total de 92 090 km², sendo delimitado a norte e leste pela Espanha e a sul e oeste pelo oceano Atlântico, compreendendo uma parte continental e duas regiões autónomas: os arquipélagos dos Açores e da Madeira. Portugal é a nação mais a ocidente do continente europeu. O nome do país provém da sua segunda maior cidade, Porto, cujo nome latino-celta era Portus Cale.
O território dentro das fronteiras atuais da República Portuguesa tem sido continuamente povoado desde os tempos pré-históricos: ocupado por lusitanos e por celtas, como os galaicos, foi integrado na República Romana e mais tarde anexado por povos germânicos, como os suevos e os visigodos. No século VIII, as terras foram conquistadas pelos mouros. Durante a Reconquista cristã foi formado o Condado Portucalense,  estabelecido no século IX por Vímara Peres, um vassalo do rei das Astúrias. O condado tornou-se parte do Reino de Leão em 1097, e os condes de Portugal estabeleceram-se como governantes independentes do reino no século XII, após a batalha de São Mamede. Em 1139 foi estabelecido o Reino de Portugal, cuja independência foi reconhecida em 23 de maio de 1179, através do Manifestis Probatum . Em 1297 foram definidas as fronteiras no tratado de Alcanizes, tornando Portugal no mais antigo Estado-nação da Europa com fronteiras definidas. Nos séculos XV e XVI, como resultado do pioneirismo na Era dos Descobrimentos (ver: descobrimentos portugueses), Portugal expandiu a influência ocidental e estabeleceu um império que incluía possessões na África, Ásia, Oceânia e América do Sul, chegando a ser a potência económica, política e militar mais importante de todo o mundo. O Império Português foi o primeiro império global da História, começando com a conquista de Ceuta em 1415, mas a importância internacional do país foi-se deteriorando durante o século XIX, século marcado pela independência do Brasil, a sua maior colónia.
Com a Revolução de 1910, a monarquia foi abolida, contando com 34 monarcas entre 1139 e 1910. A Primeira República Portuguesa foi muito instável, devido aos sucessivos governos que se formaram e caíram pouco depois. Tal regime deu lugar à ditadura militar, devido ao golpe de Estado de 28 de maio de 1926. Já em 1933, foi instaurado o Estado Novo, um regime autoritário originalmente presidido por António de Oliveira Salazar e posteriormente por Marcello Caetano, que durou até 1974. A democracia representativa foi instaurada após a Revolução de 25 de Abril de 1974, que terminou com a guerra colonial em África. Durante este período, as províncias ultramarinas de Portugal, como Angola e Moçambique, tornaram-se independentes, e, no final do século, em 1999, deu-se a transferência da soberania de Macau para a China, marcando, assim, o fim de um império com quase 600 anos de existência e o mais duradouro dos impérios coloniais europeus.
Portugal é um país desenvolvido, com um Índice de Desenvolvimento Humano (IDH) considerado muito elevado. O país foi classificado na 22.ª posição em qualidade de vida (em 2023), e é, também, uma das nações mais globalizadas e pacíficas do mundo. É membro da Organização das Nações Unidas (ONU), da União Europeia (incluindo a Zona Euro e o Espaço Schengen), da Organização do Tratado do Atlântico Norte (NATO), da Organização para a Cooperação e Desenvolvimento Económico (OCDE) e da Comunidade dos Países de Língua Portuguesa (CPLP). Portugal também participa em diversas missões de manutenção de paz das Nações Unidas.

## Etimologia
O nome Portugal apareceu entre os anos 930 a 950 da Era Cristã, sendo no final do século X que começou a ser usado com mais frequência. O Rei Fernando I de Leão e Castela, chamado o Magno, denominou oficialmente o território de Portugal, quando, em 1067, o deu ao seu filho D. Garcia, que se intitulou rei do mesmo nome. No século V, durante o reinado dos Suevos, Idácio de Chaves já escrevia sobre um local chamado Portucale, para onde fugiu Requiário. Cale, a atual Vila Nova de Gaia, já era conhecida por Portucale no tempo dos godos.
Num diploma de 841, surge por incidente, a primeira menção da província portugalense. Afonso II das Astúrias, ampliando a jurisdição espiritual do bispo de Lugo, diz:
Totius galleciae, seu Portugalensi Provintiae summun suscipiat Praesulatum. (Que ele tome o prelado supremo de toda a província da Galécia e de Portugal).
A etimologia do nome Portugal é incerta. Uma possibilidade é Portus Cale. Outra é Portogatelo, nome dado por um chefe oriundo da Grécia chamado Catelo, ao desembarcar e se estabelecer junto do atual Porto. A primeira vez que o nome de Portugal aparece como elemento de raiz heráldica, é numa carta de doação da Igreja de São Bartolomeu de Campelo por D. Afonso Henriques em 1129.

## História

### Primeiros povos
A pré-história de Portugal é partilhada com a do resto da Península Ibérica. Os vestígios humanos modernos mais antigos conhecidos são de homens de Cro-Magnon com "traços" de Neandertal, com 24 500 anos e que são interpretados como indicadores de extensas populações mestiças entre as duas espécies. São também os vestígios mais recentes de seres com caraterísticas de Neandertal que se conhece, provavelmente os últimos da sua espécie Por volta de 5 500 a.C., surge uma cultura mesolítica. Durante o Neolítico a região foi ocupada por pré-celtas e celtas, dando origem a povos como os galaicos, lusitanos e cinetes, e visitada por fenícios e cartagineses. Os romanos incorporaram-na no seu império como Lusitânia (centro e sul de Portugal), após vencida a resistência onde se destacou Viriato.
No século III, com as reformas do Imperador Diocleciano, foi criada a Galécia, a norte do Douro, a partir da Tarraconense, abrangendo o norte de Portugal, com capital administrativa em Bracara Augusta. A romanização marcou a cultura, em especial a língua latina, que foi a base do desenvolvimento da língua portuguesa. Com o enfraquecimento do império romano, a partir de 409, o território é ocupado por povos germânicos como vândalos na Bética, Alanos que fixaram-se na Lusitânia e suevos na Galécia. Em 415 os Visigodos entram na Península, a pedido dos romanos, para expulsar os invasores. Face a isso os Vândalos e os Alanos deslocam-se para o norte de África. Os suevos, sob o Rei Hermerico estabeleceram o seu reino com capital em Braga, enquanto os visigodos fundam o seu reino com capital em Toledo.

### Ibéria muçulmana
Portugal continental atual, juntamente com a maior parte da Espanha moderna, fez parte do alandalus, entre 726 e 1249, após a conquista da Península Ibérica pelo Califado Omíada. O domínio islâmico durou entre algumas décadas, a norte, e cinco séculos, no sul.
Depois de derrotar os visigodos em apenas alguns meses, o Califado Omíada começou a expandir-se rapidamente na península. A partir de 726, o território português atual tornou-se parte do vasto império omíada centrado em Damasco, que se estendia desde o rio Indo no subcontinente indiano ao sul da França, até seu colapso em 750. Naquele ano, o oeste do império ganhou a sua independência sob Abderramão I com o estabelecimento do Emirado de Córdova. Após quase dois séculos, o emirado tornou-se o Califado de Córdova em 929, até à sua dissolução, em 1031, em 23 pequenos reinos, chamados taifas.
Por volta de 840–900, a costa Portuguesa foi alvo de várias incursões víquingues (do nórdico antigo víkingr). Tal como o resto da Europa virada para o atlântico, Portugal não escapou impune a estas violentas incursões e, de facto, grande foi o impacto que deixaram na região. Durante este período, muçulmanos, cristãos e judeus que habitavam o atual território português viveram uma época de constante medo e receio de uma ameaça nórdica. Estes ataques foram sentidos um pouco por toda a costa com alguns, inclusive, tendo como alvo a importante cidade de Lisboa. Embora estas invasões fossem cessar por volta do ano 1000, muitas foram as influências que ficaram no país, "tais como as imponentes muralhas do castelo de Guimarães, mas também a vila de Póvoa do Varzim outrora uma colónia nórdica".
Os governadores das taifas proclamaram-se emires das suas províncias e estabeleceram relações diplomáticas com os reinos cristãos do norte. A maior parte de Portugal caiu nas mãos da taifa de Badajoz da dinastia Abássida, e após um curto período de uma efémera taifa de Lisboa em 1022, ficou sob domínio da taifa de Sevilha dos poetas dos abádidas. O período das taifas terminou com a conquista almorávida, proveniente de Marrocos, em 1086, e tiveram uma vitória decisiva na Batalha de Zalaca. Al-Andaluz foi dividida em diferentes distritos chamados cora. O Algarbe Alandalus, no seu auge, era constituído por dez coras, cada um com uma capital e governadores distintos. As principais cidades do período situavam-se no sul do país. A população muçulmana da região consistia principalmente de ibéricos nativos convertidos ao islão (os chamados muladis) e berberes. Os árabes eram principalmente nobres da Síria e Omã; e apesar de em menor número, constituíam a elite da população. Os berberes eram nómadas originários das montanhas do Atlas e Rife do norte da África.

### Reconquista e Condado Portucalense
Em 868, durante a Reconquista, formou-se o Condado Portucalense, o núcleo do Estado Português, estabelecido como parte da Reconquista do reino das Astúrias, por Vímara Peres. O condado tornou-se parte do Reino de Leão em 1097.
Muito antes de Portugal conseguir a sua independência, já tinham havido algumas tentativas de alcançar uma autonomia mais alargada e estas continuaram até a independência por parte dos condes que governavam as terras do Condado da Galiza e de Portucale (com destaque para Nuno Mendes). Para anular as tentativas de independência da nobreza local em relação ao domínio leonês, o Rei Afonso VI entregou o governo do Condado da Galiza (que nessa altura incluía as terras de Portucale) ao seu genro, o Conde Raimundo de Borgonha. Após muitos fracassos militares de D. Raimundo contra os mouros, Afonso VI decidiu entregar em 1096 ao primo deste, o Conde D. Henrique, também ele genro do rei, o governo das terras mais a sul do Condado da Galiza, refundando assim o Condado Portucalense.
Com o governo do Conde D. Henrique, o Condado Portucalense conheceu não só uma política militar mais eficaz na luta contra os mouros, como também uma política independentista mais ativa. Só após a sua morte, quando o seu filho D. Afonso Henriques subiu ao poder, Portugal alcançou a independência, com a assinatura, em 1143, do Tratado de Zamora, ao mesmo tempo que conquistou localidades importantes como Santarém, Lisboa, Palmela (que foi abandonada pelos mouros após a conquista de Lisboa) e Évora, esta conquistada por Geraldo Sem Pavor aos mouros.
No dia 23 de maio de 1179, Portugal foi reconhecido pelo Papa Alexandre III como reino e D. Afonso Henriques como rei, na bula Manifestis Probatum.
Terminada a Reconquista do território português em 1249, a independência do novo reino viria a ser posta em causa diversas vezes por Castela.

### Descobrimentos e Dinastia Filipina

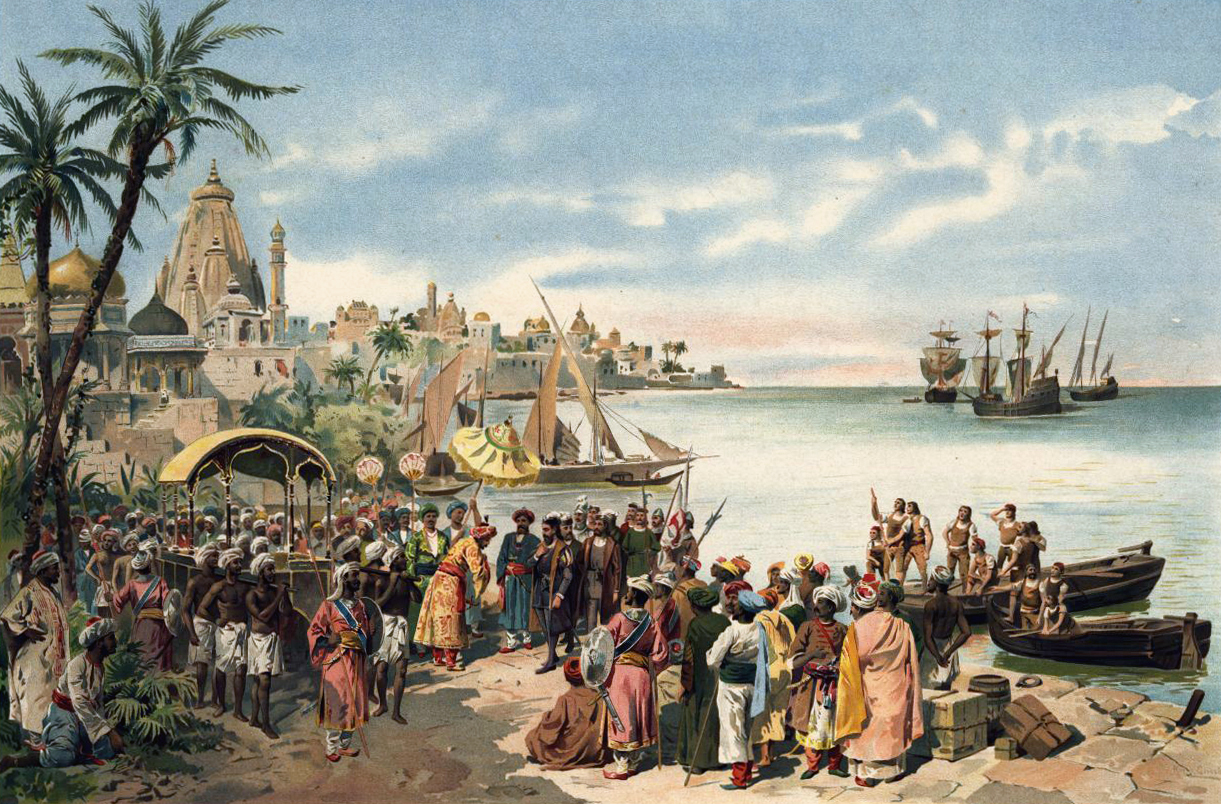
Chegada de Vasco da Gama a Calecute, Índia, a 20 de maio de 1498

Primeiro, na sequência da crise da sucessão de D. Fernando I, que culminou na Batalha de Aljubarrota, em 1385. Com o fim desta guerra, Portugal deu início ao processo de exploração e expansão conhecido pelos Descobrimentos, que oficialmente começou com a conquista de Ceuta, em 1415. As figuras mais importantes foram o Infante D. Henrique, o Navegador, e o Rei D. João II. Em 1422, por decreto de D. João I, Portugal abandonou oficialmente o sistema de datação anterior, a Era de César, e adotou o sistema Anno Domini, tornando-se assim o último reino católico a fazê-lo. O Cabo Bojador foi dobrado por Gil Eanes em 1434 e a exploração da costa africana prosseguiu até que Bartolomeu Dias, já em 1488, comprovou a ligação entre os oceanos Atlântico e Índico ao dobrar o cabo da Boa Esperança.
Em rápida sucessão, descobriram-se novas rotas e terras na América do Norte, na América do Sul, e no Oriente, na sua maioria durante o reinado de D. Manuel I, o Venturoso. Foi a expansão no Oriente, sobretudo graças às conquistas de Afonso de Albuquerque que, durante a primeira metade do século XVI, concentrou quase todos os esforços dos portugueses, embora já em 1530 D. João III tivesse iniciado a colonização do Brasil.

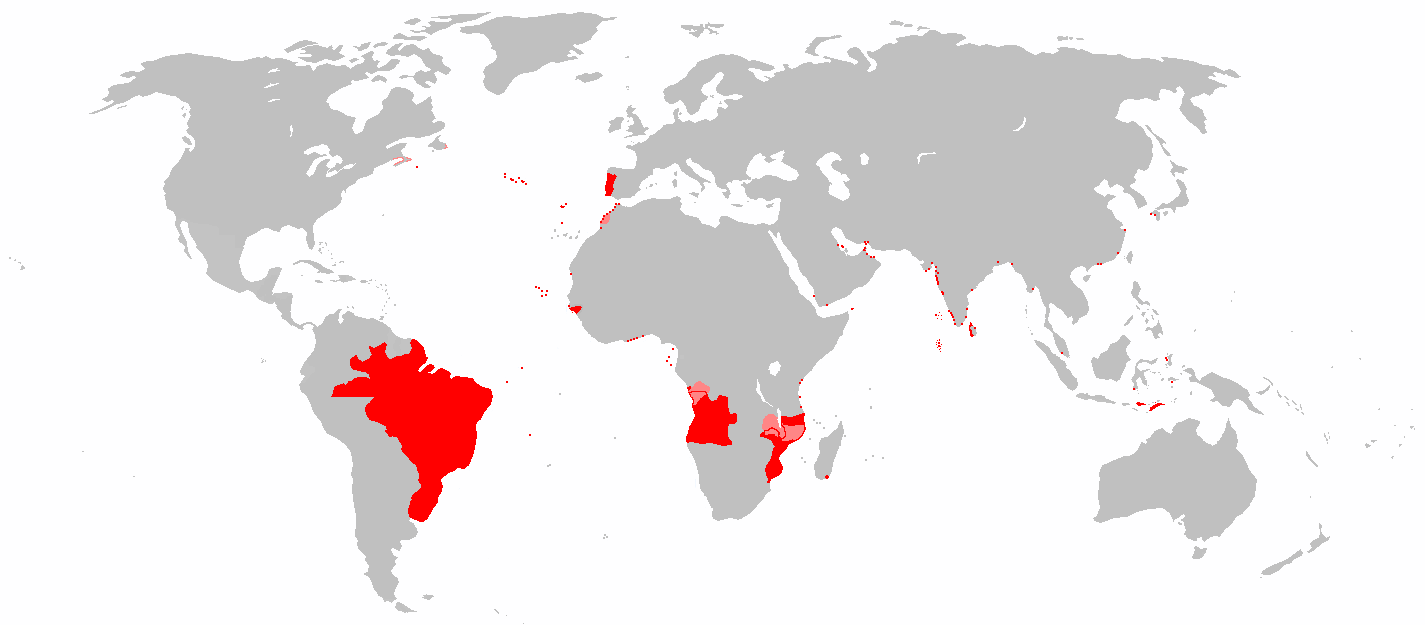
Mapa anacrónico dos territórios que já fizeram parte do Império Português

O país teve o seu século de ouro durante este período. Porém, na batalha de Alcácer-Quibir (1578), o jovem rei D. Sebastião e parte da nobreza portuguesa pereceram. Sobe ao trono o Rei-Cardeal D. Henrique, que morre dois anos depois, iniciando a crise de sucessão de 1580 que teve como desfecho a chamada União Ibérica, em que Portugal e Espanha, mantendo coroas separadas, eram regidas pelo mesmo rei, com a subida ao trono português de D. Filipe II de Espanha, I de Portugal, o primeiro de três reis espanhóis da dinastia filipina.
Privado de uma política externa independente e envolvido na guerra travada por Espanha com os Países Baixos, Portugal sofreu grandes reveses no império, resultando na perda do monopólio do comércio no Índico.
Esse domínio foi terminado a 1 de dezembro de 1640 pela nobreza nacional que, após ter vencido a guarda real num repentino golpe de estado, depôs a duquesa governadora de Portugal, coroando D. João IV como Rei de Portugal.

### Restauração, absolutismo e liberalismo
Após o golpe de estado que restauraria a independência portuguesa a 1 de dezembro de 1640, seguiu-se uma guerra com Espanha que terminaria apenas em 1668, com a assinatura de um tratado de paz em que Espanha reconhecia em definitivo a restauração de Portugal.
O final do século XVII e a primeira metade do século XVIII assistiram ao florescimento da exploração mineira do Brasil, onde se descobriram ouro e pedras preciosas que fizeram da corte de D. João V uma das mais opulentas da Europa. Estas riquezas serviam frequentemente para pagar produtos importados, maioritariamente de Inglaterra (por exemplo: quase não existia indústria têxtil no reino e todos os tecidos eram importados de Inglaterra).
O comércio externo baseava-se na indústria do vinho e o desenvolvimento económico do reino foi impulsionado, já no reinado de D. José, pelos esforços de Sebastião José de Carvalho e Melo, Marquês de Pombal, ministro entre 1750 e 1777, para inverter a situação com grandes reformas mercantilistas. Foi neste reinado que um violento sismo devastou Lisboa e o Algarve, a 1 de novembro de 1755.
A 19 de setembro de 1761, pela mão de Sebastião José de Carvalho e Melo, então conde de Oeiras e assinado por D. José, foi emitido um alvará libertando todos os escravos negros provenientes da América, África ou Ásia assim que chegassem à metrópole, atual território de Portugal, após desembarque. Esta lei, expandida posteriormente em novos alvarás, fez de Portugal o primeiro país a abolir o tráfico de escravos na metrópole.

### Era Napoleónica

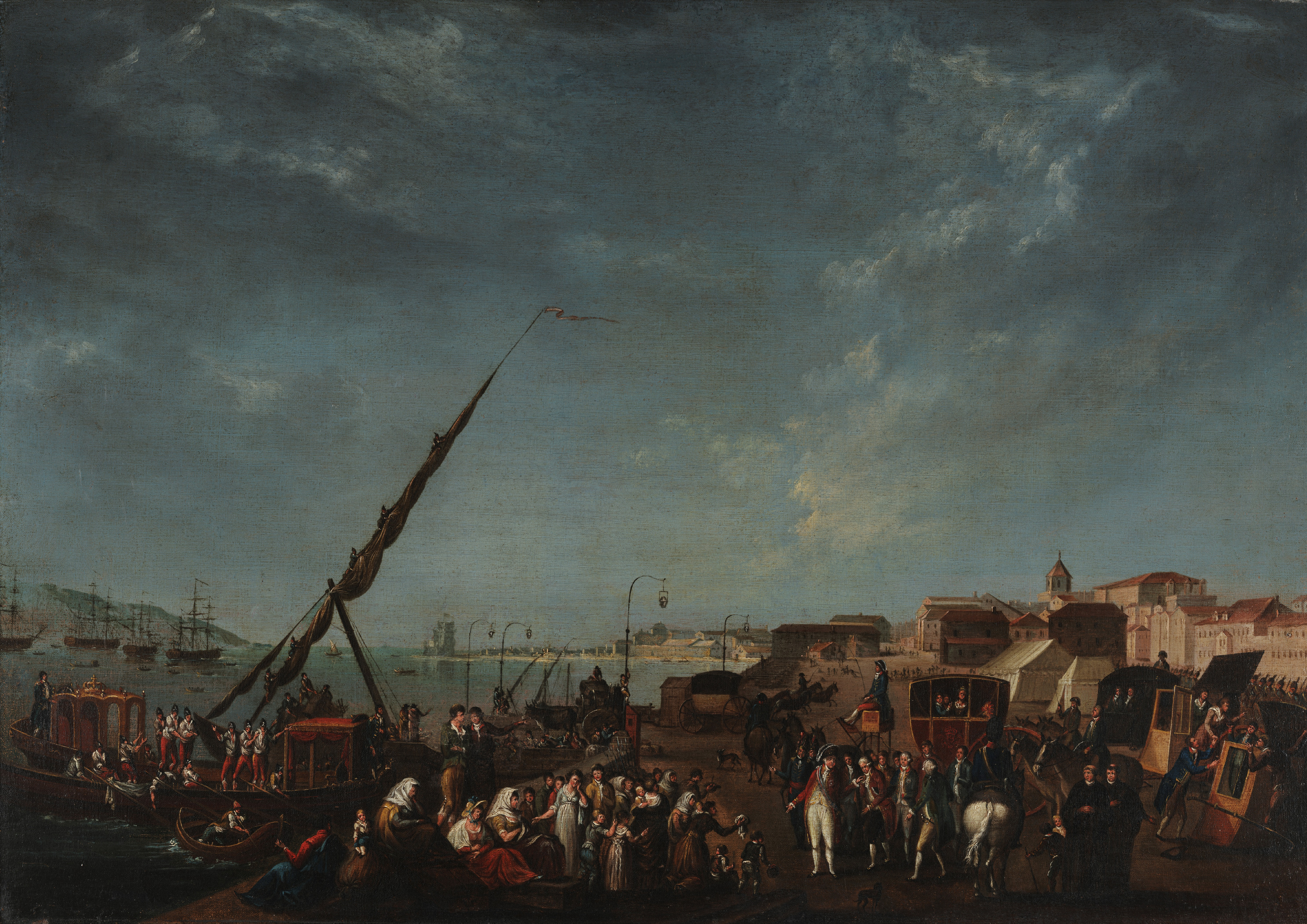
Embarque da família real portuguesa para o Brasil no cais de Belém, a 29 de novembro de 1807

Por manter a aliança com a Inglaterra e se recusar a aderir ao Bloqueio Continental, Portugal foi três vezes invadido pelos exércitos napoleónicos. A primeira invasão ocorreu em 1807. A corte e a família real portuguesa refugiaram-se no Brasil e a capital deslocou-se para o Rio de Janeiro, onde permaneceriam até 1821, quando D. João VI, desde 1816 rei do Reino Unido de Portugal, Brasil e Algarves, regressou a Lisboa para jurar a primeira Constituição. No ano seguinte, o seu filho D. Pedro IV foi proclamado imperador do Brasil, passando a ser conhecido no Brasil como D. Pedro I.
Portugal viveu, no restante século XIX, períodos de enorme perturbação política e social (a guerra civil e repetidas revoltas e tentativas de golpes de Estado, como a Revolução de Setembro, a Maria da Fonte, a Patuleia, Belenzada) e só com o Ato Adicional à Carta, de 1852, foi possível a acalmia política e o início da política de fomento protagonizada no período da Regeneração, do qual foi figura de proa Fontes Pereira de Melo.
No final do século XIX, as ambições coloniais portuguesas chocaram com as britânicas, resultando no ultimato britânico de 1890. A cedência às exigências britânicas por parte do Rei D.Carlos e os cada vez mais frequentes escândalos económicos lançaram a monarquia num descrédito crescente, o que culminou, no dia 1 de fevereiro de 1908, no o regicídio, onde D. Carlos e o príncipe herdeiro, D. Luís Filipe, foram assassinados. A monarquia ainda esteve no poder durante mais dois anos, chefiada por D. Manuel II, mas viria a ser abolida a 5 de outubro de 1910, implantando-se a República.

### Primeira República e Estado Novo
A República foi instaurada a 5 de outubro de 1910 e o jovem rei D. Manuel II parte para o exílio em Inglaterra. Após vários anos de instabilidade política, com lutas de trabalhadores, tumultos, levantamentos, homicídios políticos e diversas crises financeiras (problemas que a participação na Primeira Guerra Mundial contribuiu para aprofundar), o Exército tomou o poder, em 1926.
O regime militar nomeou ministro das Finanças António de Oliveira Salazar (1928), professor da Universidade de Coimbra, que pouco depois foi nomeado Presidente do Conselho de Ministros (1932).
Ao mesmo tempo que restaurou as finanças, instituiu o Estado Novo, regime autoritário de corporativismo de Estado, com partido único e sindicatos estatais, com afinidades bem marcadas com o fascismo pelo menos até 1945. Em 1968, afastado do poder por doença, sucedeu-lhe Marcelo Caetano.
Movimentos independentistas e nacionalistas africanos, inspirados por outras independências em África e apoiados por países como a União Soviética, Cuba e a China, resultaram no início da guerra colonial, primeiro em Angola (1961) e em seguida na Guiné-Bissau (1963) e em Moçambique (1964). Apesar das críticas de alguns dos mais antigos oficiais do Exército, entre os quais o general António de Spínola, o governo parecia determinado em continuar esta política.
Com o seu livro Portugal e o Futuro, em que defendia a insustentabilidade de uma solução militar nas guerras do Ultramar, Spínola seria destituído, o que agravou o crescente mal-estar entre os jovens oficiais do Exército, os quais, no dia 25 de abril de 1974 desencadearam um golpe de estado, conhecido como a Revolução dos Cravos.
A esse sucedeu-se um período de confronto político muito aceso entre forças sociais e políticas, designado como Processo Revolucionário em Curso (PREC), com especial ênfase durante o verão de 1975, a que se chamou Verão Quente, no qual o país esteve prestes a entrar em guerra civil e tornar-se numa ditadura comunista. Foram feitos ataques às sedes de partidos de esquerda como o PCP por parte de jovens de direita, receosos pelo futuro incerto de Portugal e pelas ideias desses partidos. Neste período, Portugal concede a independência a todas as suas antigas colónias em África.

### Restauração da democracia e integração europeia

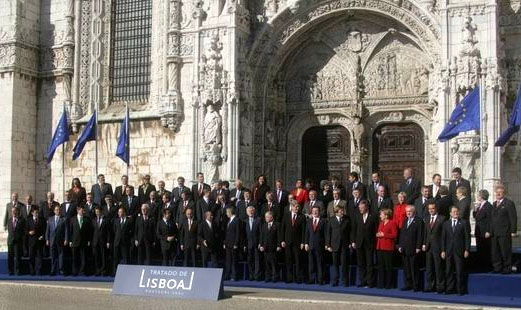
Foto de Família na cerimónia de assinatura do Tratado de Lisboa. Portugal é membro da União Europeia desde 1986.

A 25 de novembro de 1975, diversos setores da esquerda radical (essencialmente paraquedistas e polícia militar na Região Militar de Lisboa), provocados pelas notícias, preparam-se para levar a cabo uma tentativa de golpe de estado, que, no entanto, não tem sucesso, uma vez que o Grupo dos Nove reage, pondo em prática um plano militar de resposta previamente pensado, liderado por António Ramalho Eanes. É importante notar que o 25 de abril sem o 25 de novembro teria levado o país a uma ditadura comunista satélite da URSS. Felizmente, Ramalho Eanes triunfa e, no ano seguinte, consolida-se a democracia. O próprio Ramalho Eanes é, no ano seguinte, eleito primeiro Presidente da República, por sufrágio universal. Aprova-se uma Constituição democrática e estabelecem-se os poderes políticos locais (autarquias) e governos autónomos regionais nos Açores e Madeira.
Entre as décadas de 1940–60, Portugal foi membro cofundador da NATO (1949), EFTA (1960) e OCDE (1961), saindo da EFTA em 1986, para aderir à então Comunidade Económica Europeia (CEE). Em 1999, Portugal aderiu à Zona Euro, e ainda nesse ano, entregou a soberania de Macau à República Popular da China. Desde a sua adesão à União Europeia, o país presidiu o Conselho Europeu por 4 vezes (em 1992, 2000, 2007 e 2021), tendo a presidência de 2007 sido marcado pela cerimónia de assinatura do Tratado de Lisboa.

## Geografia

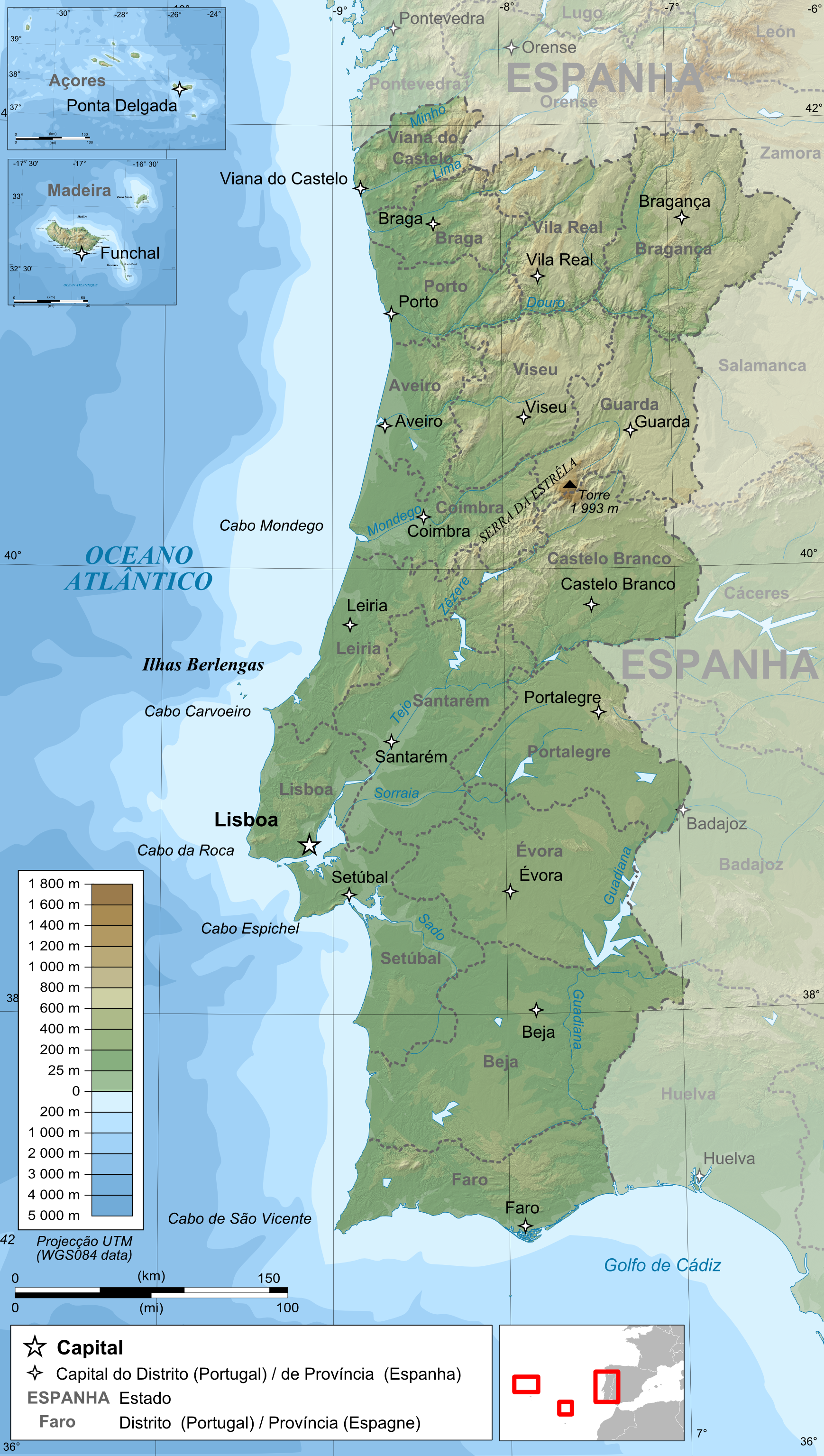
Carta topográfica e da administração de Portugal

Situado no extremo sudoeste europeu, Portugal Continental faz fronteira apenas com um outro país, Espanha a Este e a Norte, a Oeste e a Sul é limitado pelo Atlântico. O território é dividido no continente pelo rio principal, o Tejo. A norte, a paisagem é montanhosa nas zonas do interior com planaltos, intercalados por áreas que permitem o desenvolvimento da agricultura. A sul, até ao Algarve, o relevo é caraterizado por planícies, sendo as serras esporádicas. Outros rios principais são o Douro, o Minho e o Guadiana, que tal como o Tejo, nascem em Espanha. Entre os rios que têm todo o seu percurso no território português temos o Vouga, o Sado, o Zêzere e o maior, o Mondego (estes últimos nascem na Serra da Estrela, onde se situa a montanha mais alta de Portugal Continental, a Torre — 1 993 m de altitude máxima, e a 2.ª mais alta de Portugal — apenas atrás da Montanha do Pico, nos Açores).
As ilhas dos Açores estão localizadas no rifte médio do oceano Atlântico; algumas das ilhas tiveram atividade vulcânica recente: São Miguel em 1563, e Capelinhos em 1957, que aumentou a área ocidental da Ilha do Faial. O Banco D. João de Castro é um grande vulcão submarino que se situa entre as ilhas Terceira e São Miguel e está 14 m abaixo da superfície do mar. Entrou em erupção em 1720 e formou uma ilha, que permaneceu acima da tona de água durante vários anos. Uma nova ilha poderá surgir num futuro não muito distante. O ponto mais alto de Portugal é a Montanha do Pico na Ilha do Pico, um vulcão que atinge 2 351 m de altitude. As ilhas da Madeira, ao contrário dos Açores que se situam na área do rifte médio do oceano Atlântico, estão situadas no interior da placa africana e a sua formação deve-se à atividade de um ponto quente não relacionado com a circulação tectónica. Esta situação de estabilidade e localização no interior da placa tectónica leva a que este seja o território do país menos sujeito a sismos.
A última erupção vulcânica de que há evidência ocorreu há cerca de 6 000 anos, na ilha da Madeira, manifestando-se atualmente o vulcanismo de forma indireta, através da libertação de gases vulcânicos profundos e águas quentes e gaseificadas descobertas aquando da abertura de túneis rodoviários e galerias de captação de água no interior da ilha principal. O ponto mais alto do território é o Pico Ruivo com 1 862 m de altitude, que é também o terceiro mais alto do país.
|                                                                                   |  |                                                                   |
| Montanha do Pico (ao fundo), no arquipélago dos Açores, o ponto mais alto do país |  | Serra da Estrela, a mais alta cordilheira de Portugal Continental |

A costa portuguesa é extensa: tem 1 230 km em Portugal continental, 667 km nos Açores, 250 km na Madeira onde se incluem também as Ilhas Desertas, as Ilhas Selvagens e a ilha do Porto Santo. A costa formou belas praias, com variedade entre falésias e areais. Na ilha do Porto Santo uma formação de dunas de origem orgânica (ao contrário da origem mineral da costa portuguesa continental) com cerca de 9 km é um ponto turístico muito apreciado internacionalmente. Uma característica importante na costa portuguesa é a ria de Aveiro, estuário do rio Vouga, perto da cidade de Aveiro, com 45 km de comprimento e um máximo de 11 km de largura, rica em peixe e aves marinhas. Existem quatro canais, entre estas várias ilhas e ilhotas, e é onde quatro rios encontram o oceano. Com a formação de cordões litorais definiu-se uma laguna, vista como um dos elementos hidrográficos mais marcantes da costa portuguesa. Portugal possui uma das maiores zonas económicas exclusivas (ZEE) da Europa, cobrindo cerca de 1 683 000 km².

### Clima

Portugal de acordo com a classificação climática de Köppen

Portugal tem um clima mediterrânico, Csa no sul e Csb no norte, de acordo com a classificação climática de Köppen-Geiger. Portugal é um dos países europeus mais amenos: a temperatura média anual em Portugal continental varia dos 13 °C no interior norte montanhoso até 18 °C no sul, na bacia do Guadiana. Os Verões são amenos nas terras altas do norte do país e na região litoral do extremo norte e do centro. O Outono e o Inverno são tipicamente ventosos, chuvosos e frescos, sendo mais frios nos distritos do norte e centro do país, nos quais ocorrem temperaturas negativas durante os meses mais frios. No entanto, nas cidades mais ao sul de Portugal, as temperaturas só muito ocasionalmente descem abaixo dos 0 °C, ficando-se pelos 5 °C na maioria dos casos.
Normalmente, os meses de Primavera e Verão são ensolarados e as temperaturas são altas durante os meses secos de julho e agosto, podendo ocasionalmente passar dos 40 °C em boa parte do país, em dias extremos, e com maior frequência no interior do Alentejo.
A precipitação total anual média varia de pouco mais de 3 000 mm nas montanhas do norte a menos de 600 mm em zonas do sul do Alentejo. O país tem cerca de 2 500-3 200 horas de sol por ano, e uma média de 4–6 horas no Inverno e 10–12 horas no Verão, com valores superiores no sudeste e inferiores no noroeste.
A neve ocorre regularmente em quatro distritos no norte do país (Guarda, Bragança, Vila Real e Viseu) e diminui a sua ocorrência em direção ao sul, até se tornar inexistente na maior parte do Algarve. No Inverno, temperaturas inferiores a −10 °C e nevões ocorrem com alguma frequência em pontos restritos, tais como a Serra da Estrela, a Serra do Gerês e a Serra de Montesinho, podendo nevar de outubro a maio nestes locais.

### Fauna e flora
O clima e a diversidade geográfica moldaram a flora portuguesa. No que diz respeito às florestas portuguesas estão muito difundidos, por razões económicas, o pinheiro (especialmente as espécies Pinus pinaster e Pinus pinea), o castanheiro (Castanea sativa), o sobreiro (Quercus suber), a azinheira (Quercus ilex), o carvalho-português (Quercus faginea) e o eucalipto (Eucalyptus globulus).
A fauna de mamíferos é muito variada e inclui a raposa, texugo, lince-ibérico, lobo-ibérico, cabra-selvagem (Capra pyrenaica), o gato-selvagem (Felis silvestris), a lebre, a doninha, o sacarrabos, gineta e, ocasionalmente, urso-pardo (perto do Rio Minho, perto da Peneda-Gerês) e muitos outros. Portugal é um lugar de paragem importante para aves migratórias que se deslocam entre a Europa e África, em lugares como o Cabo de São Vicente ou a Serra de Monchique, onde podem ser vistos milhares de pássaros que voam a partir da Europa para África no Outono ou no sentido oposto na Primavera. Portugal tem cerca de 600 espécies de aves, entre as quais 235 nidificantes e quase todos os anos há novos registos.
Portugal tem mais de 100 espécies de peixes de água doce que variam desde o bagre-gigante-europeu (Parque Natural do Tejo Internacional) a pequenas espécies endémicas que vivem apenas em pequenos lagos (Zona Oeste, por exemplo). Algumas destas espécies raras e específicas estão altamente ameaçadas, devido à perda de habitat, poluição e secas. As águas marinhas portuguesas são umas das mais ricas em biodiversidade do mundo. As espécies marinhas estão na ordem dos milhares e incluem a sardinha (Sardina pilchardus), o atum e a cavala-do-atlântico.
Em Portugal, também é possível observar o fenómeno de ressurgência, especialmente na costa ocidental, que torna o mar extremamente rico em nutrientes e biodiversidade. As áreas protegidas de Portugal incluem um parque nacional, treze parques naturais (o mais recente criado em 2005), nove reservas naturais, cinco monumentos naturais e seis paisagens protegidas, que vão desde o Parque Nacional Peneda-Gerês ao Parque Natural da Serra da Estrela. Em 2005, a Área de Paisagem Protegida do Litoral de Esposende foi promovida a Parque Natural para "a conservação do cordão litoral e dos seus elementos naturais físicos, estéticos e paisagísticos".

## Demografia
- 0-49
- 50-99
- 100-499
- 500-999
- 1000-1999
- 2000+

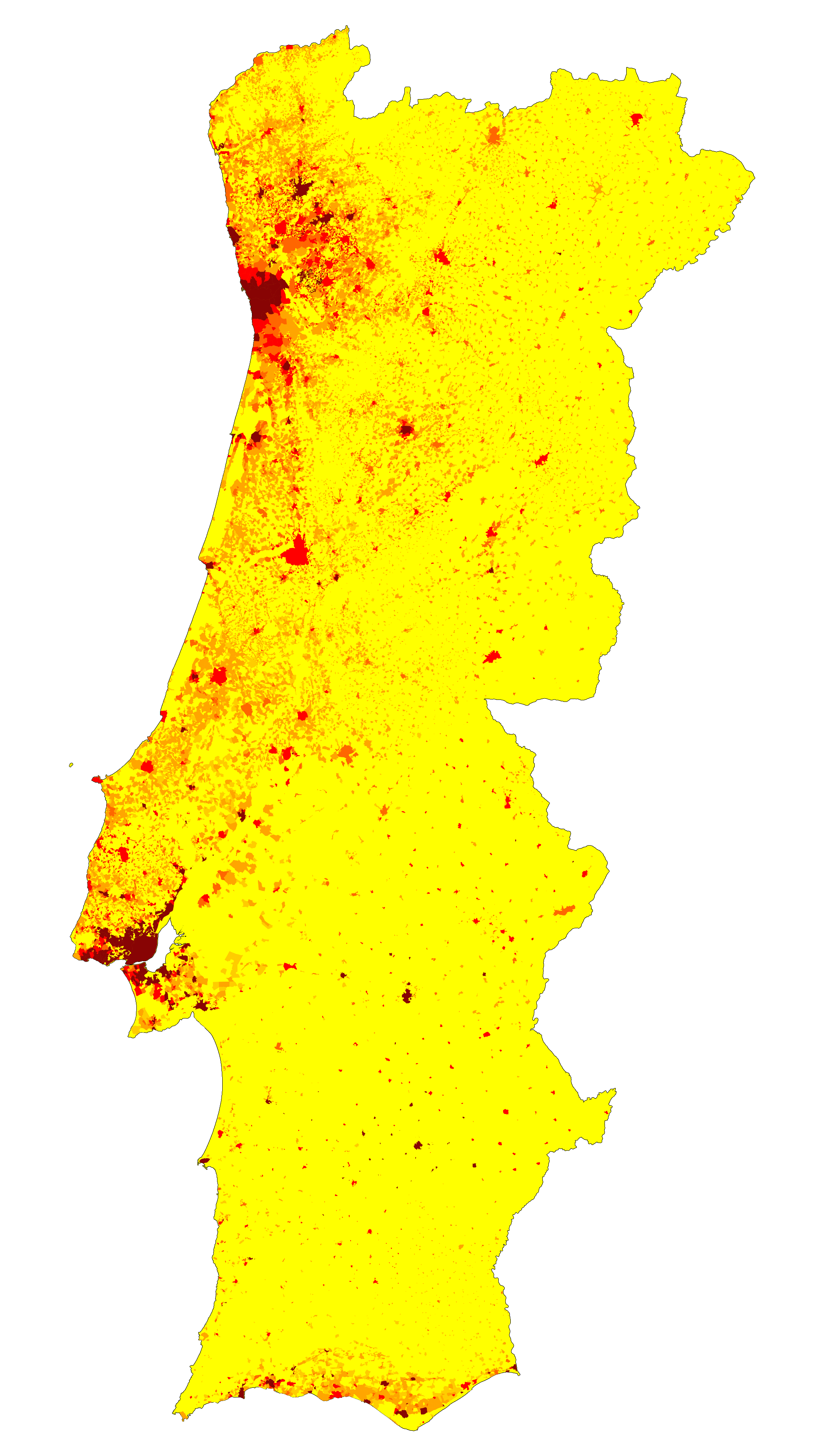
Densidade populacional em Portugal Continental (2021):

Portugal registou no ano de 2021 uma população de 10 343 066 habitantes através dos censos de 2021, dos quais 9 644 530 com nacionalidade portuguesa e 698 536 estrangeiros, representando cerca de 6,2% dos residentes e uma densidade populacional de 112,2 habitantes por km2. A população portuguesa está composta por 12,9% com idade compreendida entre os 0 e os 14 anos, 63,7% entre os 15 e os 64 anos e 23,4% com mais de 65 anos. A esperança média de vida foi de 80,72 anos em 2020.
Desde do ano de 2018 regista-se um crescimento da população portuguesa, depois de vários anos de decrescimento populacional através da crise financeira de 2008, passando de 10 283 822 habitantes em 2018 para 10 343 066 habitantes em 2021, crescendo 0,6% e em 59 244 residentes. A taxa de natalidade situa-se nos 7,7 bebés por mil habitantes e a taxa de mortalidade em 12 mortes por mil habitantes. Em 2022 foram registados 83 436 nascimentos e 124 755 mortes.
As maiores regiões em termos populacionais são a Região do Norte, com 3,6 milhões de habitantes, a Área Metropolitana de Lisboa, com 2,9 milhões de habitantes e a Região do Centro, com 1,6 milhões de habitantes. Já as maiores áreas urbanas com maior concentração populacional são as duas áreas metropolitanas portuguesas, a de Lisboa e do Porto, com 2,9 e 1,7 milhões de habitantes respectivamente, a seguir do Algarve com 470 mil habitantes, a Região de Coimbra com 437 mil habitantes e o Ave com 420 mil habitantes.

### Composição étnica

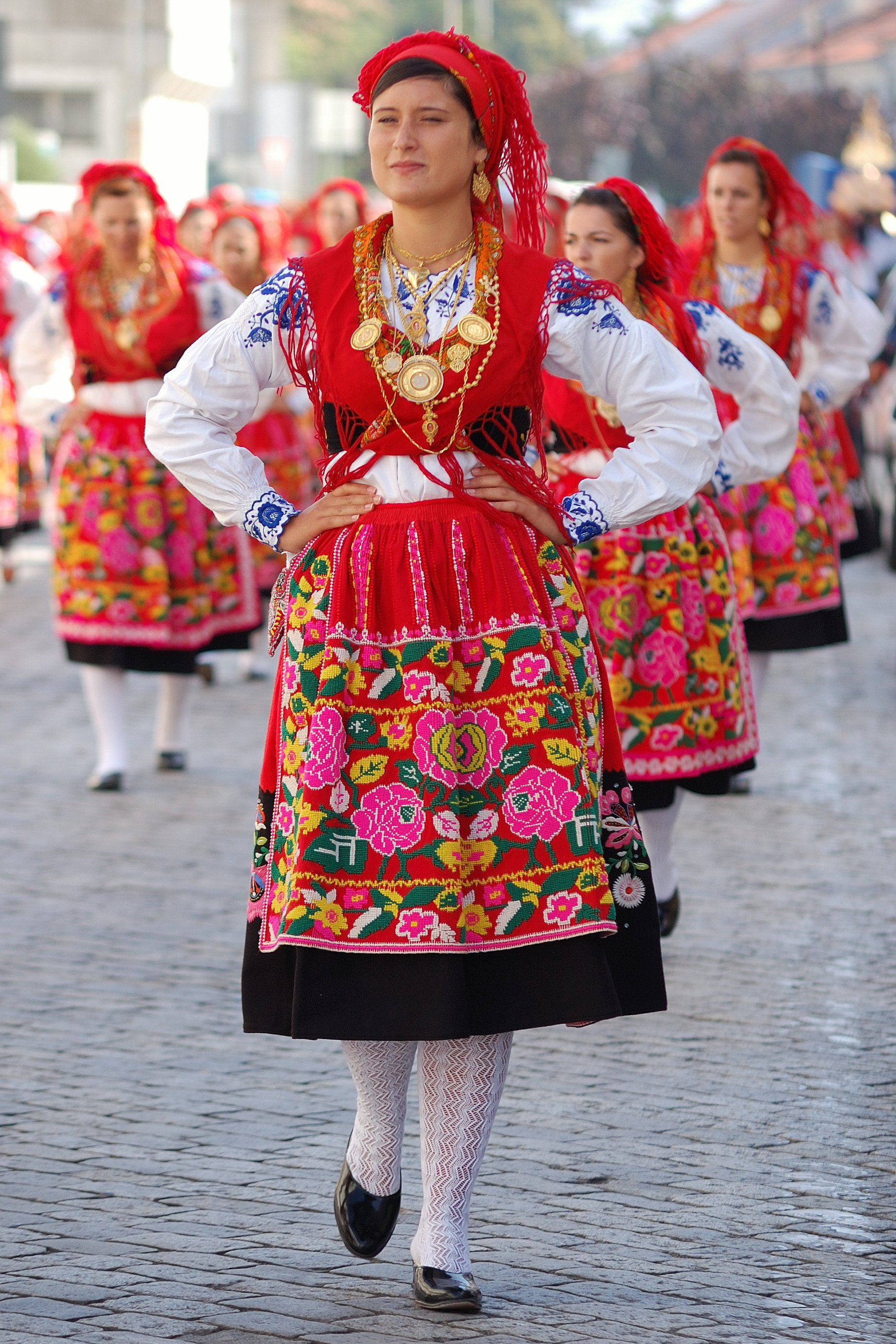
Mulheres portuguesas com trajes típicos de Viana do Castelo

Os dados sobre a composição genética dos portugueses apontam para a sua fraca diferenciação interna e base essencialmente continental europeia paleolítica. É certo que houve processos démicos no Mesolítico (provável ligação ao Norte de África) e Neolítico (criando alguma ligação com o Médio Oriente, mas bastante menos do que noutras zonas da Europa), tal como as migrações das Idades do Cobre, Bronze e Ferro contribuíram para a indo-europeização da Península Ibérica (essencialmente uma «celtização»), sem apagar o forte caráter mediterrânico, particularmente a sul e leste. A romanização, as invasões germânicas, o domínio islâmico mouro, e a presença judaica terão tido igualmente o seu impacto e a sua contribuição démica. Podem mesmo listar-se todos os povos historicamente mais importantes que por Portugal passaram e/ou ficaram: as culturas pré-indo-europeias da Ibéria (como Tartessos e outras anteriores) e seus descendentes (como os cónios, posteriormente «celtizados»); os protoceltas e celtas (tais como os lusitanos, gallaici, celtici); alguns poucos fenícios e cartagineses; Romanos; Suevos, búrios e visigodos, bem como alguns poucos vândalos e alanos; alguns poucos bizantinos; Berberes com alguns árabes e saqaliba (escravos eslavos); Judeus sefarditas; africanos subsarianos; fluxos menos maciços de migrantes europeus (particularmente da Europa Ocidental). Todos estes processos populacionais terão deixado a sua marca, ora mais forte, ora só vestigial. Mas a base genética da população portuguesa é relativamente homogénea no território português, tal como no resto da Península Ibérica, mantém-se a mesma nos últimos quarenta milénios: os primeiros seres humanos modernos a entrar na Europa Ocidental, os caçadores-recoletores do Paleolítico.
De acordo com os resultados do Inquérito às Condições de Vida, Origens e Trajetórias da População Residente em Portugal (ICOT), de 2023, as pessoas com idade dos 18 aos 74 anos autoidentificaram-se, ao nível da origem ou pertença étnica, do seguinte modo: 6,4 milhões (~92,3%) com o grupo étnico branco; 169,2 (~2,4%) mil com o grupo negro; 56,6 mil (~0,8%) com o grupo asiático; 47,5 mil (~0,7%) com o grupo étnico cigano; e 262,3 mil (3,8%) com o grupo de origem ou pertença mista.

### Línguas

Mapa cronológico mostrando o desenvolvimento do português/galego na Península Ibérica

A língua oficial da República Portuguesa é o português, adotado em 1290 por decreto do rei D. Dinis. Com mais de 210 milhões de falantes nativos, é a quinta língua mais falada no mundo e a terceira mais falada no mundo ocidental. É a língua oficial de Angola, do Brasil, de Cabo Verde, da Guiné-Bissau, de Moçambique e de São Tomé e Príncipe, e língua oficial a par de outros idiomas também oficiais em Timor-Leste, em Macau e na Guiné Equatorial. É também falada na antiga Índia Portuguesa (Goa, Damão, Diu e Dadrá e Nagar-Aveli), além de ter também estatuto oficial na União Europeia, na União de Nações Sul-Americanas (UNASUL), no Mercado Comum do Sul (Mercosul) e na União Africana.
São ainda reconhecidas e protegidas oficialmente a língua gestual portuguesa e o mirandês, protegida oficialmente no concelho de Miranda do Douro, com origem no asturo-leonês, ensinada como segunda língua facultativa em escolas do concelho de Miranda do Douro e parte do concelho de Vimioso. O seu uso, no entanto, é bastante restrito, estando em curso ações que garantam os direitos linguísticos à sua comunidade falante.
A língua portuguesa é uma língua românica (do grupo ibero-românico), tal como o galego, castelhano, catalão, italiano, francês, romeno, reto-romanche (Suíça), e outros. O português é conhecido como a língua de Camões (por causa de Luís de Camões, autor de Os Lusíadas), a última flor do Lácio, expressão usada no soneto Língua Portuguesa de Olavo Bilac ou ainda a doce língua por Miguel de Cervantes.

### Religião

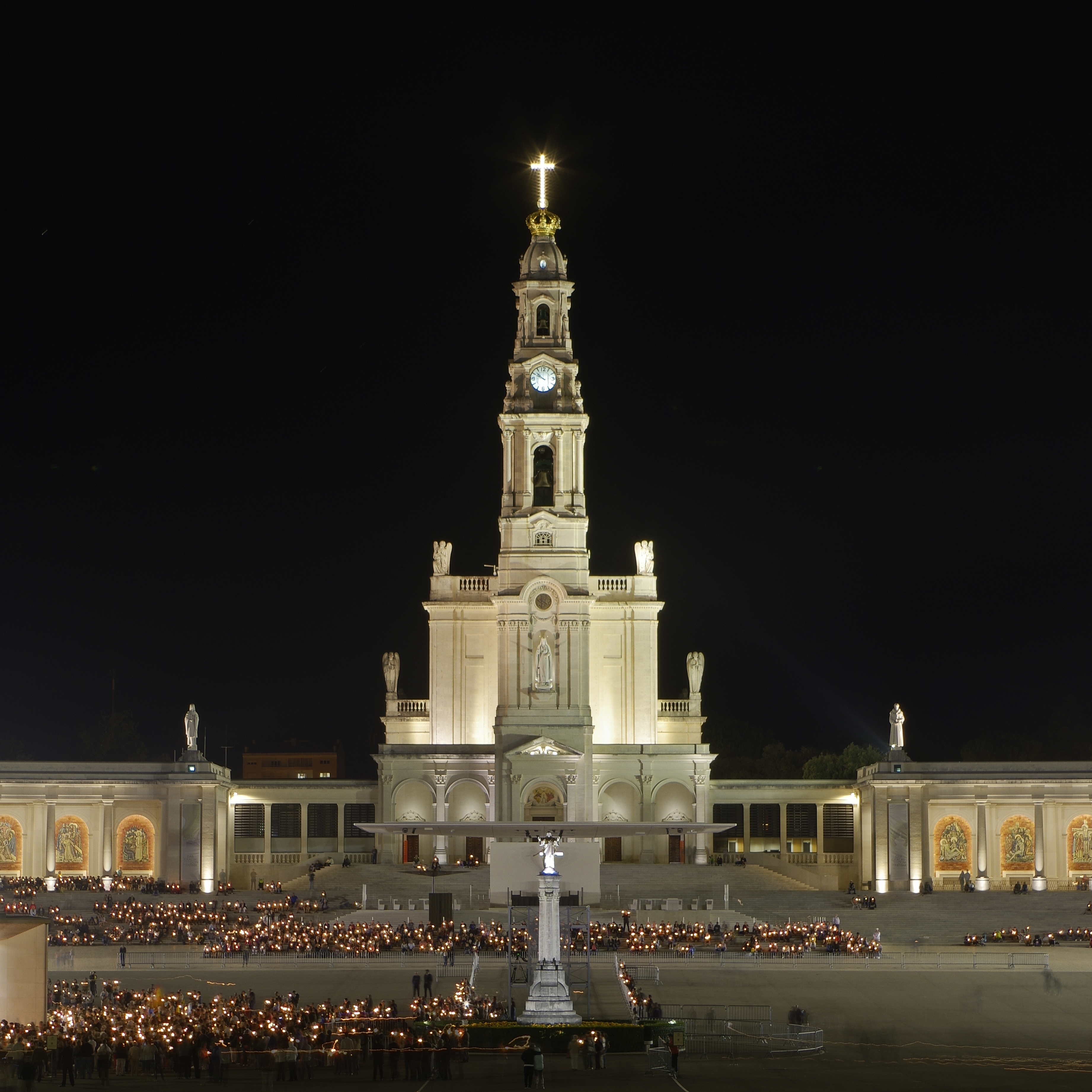
O Santuário de Fátima, também chamado "O altar do Mundo" pela sua projecção mundial entre os católicos

A Constituição Portuguesa garante a liberdade religiosa e a igualdade entre religiões, apesar da Concordata que privilegia a Igreja Católica, em várias dimensões da vida social, pelo que é comum, em algumas cerimónias oficiais públicas como inaugurações de edifícios ou eventos oficiais de Estado, haver a presença de um representante da Igreja Católica. No entanto, a posição religiosa dos políticos eleitos é normalmente considerada irrelevante pelos eleitores. A exemplo disso, dois dos últimos Presidentes da República (Mário Soares e Jorge Sampaio) eram pessoas assumidamente laicas. De acordo com pesquisa de 2010 do Eurobarómetro, 70% dos portugueses disseram acreditar na existência de algum deus. 15% disseram crer na existência de algum tipo de espírito ou força vital, ao passo que 12% não acreditavam que exista qualquer tipo de espírito, deus, ou força vital.
A maioria dos portugueses (80,2% da população total — segundo os resultados oficiais dos Censos 2021), inscrevem-se numa tradição católica. A prática dominical do Catolicismo segundo um estudo da própria Igreja Católica (de 2001) é realizada por 1 933 677 católicos praticantes (18,7% da população total) e o número de comungantes é de 1 065 036 (10,3% da população total). Cerca de metade dos casamentos realizados são casamentos católicos, os quais produzem automaticamente efeitos civis. O casamento entre pessoas do mesmo sexo, assim como o divórcio, são permitidos, conforme estabelecido no Código Civil (por mútuo consentimento ou por requerimento no tribunal por um dos cônjuges no caso do divórcio) apesar de o Direito Matrimonial Canónico não prever estas figuras, tal como o casamento entre pessoas do mesmo sexo. Existem vinte dioceses em Portugal, agrupadas em três distritos eclesiásticos: Braga, Lisboa e Évora. Outras estatísticas não oficiais mostram que em 2004 a população católica de Portugal era de 90,41%, sendo a população da Diocese Portalegre-Castelo Branco a mais católica com 99,35% de fiéis e a população da Diocese de Beja a menos devota ao catolicismo com 83,42% de católicos. Já as Dioceses de Lisboa e do Porto possuíam respetivamente 85,00% e 90,56% de população católica.
Religião em Portugal em 2021
O protestantismo em Portugal possui várias denominações atuantes maioritariamente de cultos com inspiração evangélica neopentecostal (ex.: Congregação Cristã em Portugal, Assembleias de Deus em Portugal e Igreja Maná) ou de imigração brasileira (ex: Igreja Universal do Reino de Deus). As Testemunhas de Jeová contam com perto de 50 mil praticantes em Portugal, distribuídos por cerca de 650 congregações, sendo que os simpatizantes alcançam um número similar. Mais de 95 mil pessoas assistiram em 2007 à sua principal celebração, a Comemoração da Morte de Cristo. A religião está presente no país desde 1925, tendo sido proscrita oficialmente entre 1961 e 1974, período em que operou na clandestinidade. Em dezembro de 1974, a Associação das Testemunhas de Jeová foi legalmente reconhecida, tendo hoje a sua sede em Alcabideche. Portugal é um dos 236 países onde esta denominação religiosa se encontra atualmente ativa.
A comunidade judaica em Portugal conseguiu manter-se até à atualidade, não obstante a ordem de expulsão dos judeus a 5 de dezembro de 1496 por decreto do rei D. Manuel I, obrigando muitos a escolher entre conversões forçadas ou a efetiva expulsão do país, ou à prisão e consequentes penas decretadas pela Inquisição portuguesa, que, precisamente por este motivo acabou por ser uma das mais ativas na Europa. A forma como o culto se desenvolveu na vila raiana de Belmonte é um dos exemplos de perseverança dos judeus como unidade em Portugal. Em 1506, em Lisboa, dá-se um massacre de Judeus em que perderam a vida entre dois mil a 4 000 pessoas, um dos mais violentos na época, a nível europeu.
Existem ainda minorias islâmicas (15 mil pessoas) e hindus, com base, na sua maioria, em descendentes de imigrantes, bem como alguns focos pontuais (alguns apenas a nível regional) de budistas, gnósticos e espíritas.

### Urbanização
A cidade de Lisboa, com mais de meio milhão de habitantes e com perto de 3 milhões de habitantes na sua área metropolitana, é a maior cidade e a maior área urbana do país, principal polo económico, detendo o principal porto marítimo e aeroporto portugueses e é a cidade mais rica de Portugal, com um PIB per capita superior ao da média da União Europeia. Outras cidades importantes são as do Porto, (cerca de 240 000 habitantes — 1,7 milhões na área metropolitana) a segunda maior cidade e centro económico, Aveiro (por vezes denominada a "Veneza portuguesa"), Braga ("Cidade dos Arcebispos"), Chaves (cidade histórica e milenar), Coimbra (cidade académica que detém a mais antiga universidade do país), Guimarães ("Cidade-berço"), Évora ("Cidade-Museu"), Setúbal (terceiro maior porto), Portimão (3.º porto de cruzeiros e sede do AIA), Faro e Viseu. Na área metropolitana de Lisboa existem cidades com grande densidade populacional como Agualva-Cacém e Queluz (concelho de Sintra), Amadora, Almada, Amora, Seixal, Barreiro, Montijo e Odivelas. Na área metropolitana do Porto os concelhos mais povoados são Vila Nova de Gaia, Maia, Matosinhos e Gondomar. Na Região Autónoma da Madeira a principal cidade é o Funchal. Na Região Autónoma dos Açores existem três cidades principais: Ponta Delgada, na ilha de São Miguel, Angra do Heroísmo na ilha Terceira e Horta na ilha do Faial.

## Política

### Governo
Em Portugal, a lei fundamental é a Constituição, datada de 1976, todas as outras leis devem respeitá-la. A constituição sofreu algumas revisões. Está previsto na Constituição a realização de referendos de consulta popular, no entanto, o resultado pode ser anulado politicamente. O primeiro referendo foi em 1933 que aprovou a Constituição que levou à criação do Estado Novo. Outras leis estruturantes do país são o Código Civil (1966), o Código Penal (1982), o Código Comercial (1888), o Código de Processo Civil (2013), o Código de Processo Penal (1987) e o Código do Trabalho (2011). Algumas destas leis têm sofrido revisões profundas desde a sua publicação original.
Existem quatro Órgãos de Soberania: o Presidente da República (Chefe de Estado — poder moderador, mas com algum poder executivo), a Assembleia da República (Parlamento — poder legislativo), o Governo (poder executivo) e os Tribunais (poder judicial). Vigora no país um sistema semipresidencialista, segundo o quadro constitucional estabelecido em 1976. O semipresidencialismo português — de pendor parlamentarista (atenuado ou acentuado, conforme o governo seja maioritário ou minoritário) — suporta 4 traços estruturais essenciais: a eleição do Presidente da República por sufrágio direto e universal; a partilha do poder executivo entre este e o Governo, sem nunca o primeiro chefiar direta e formalmente o Executivo; a responsabilização política do Governo perante a Assembleia da República e o Presidente da República; e o Chefe de Estado detém o poder de dissolução do Parlamento e das Assembleias Legislativas Regionais.
Portanto, o Presidente da República é o chefe de Estado e é eleito por sufrágio universal, para um mandato de cinco anos. Ao contrário dos outros órgãos de soberania, o candidato a este cargo tem que ser maior de 35 e cidadão nacional. O candidato vencedor — na tomada de posse perante a Assembleia da República — presta o seguinte juramento: «Juro por minha honra desempenhar fielmente as funções em que fico investido e defender, cumprir e fazer cumprir a Constituição da República Portuguesa». O candidato eleito tem de ter mais de metade dos votos. No caso de não haver um vencedor claro, é feita uma segunda volta com os dois candidatos mais votados da primeira volta.
O Presidente da República exerce — entre as supra mencionadas funções — a de comando, como Comandante Supremo das Forças Armadas (Exército, Armada, Força Aérea, Guarda Nacional Republicana); a de representação formal do Estado português no estrangeiro e nas relações internacionais, nomeadamente na de ratificação das convenções ou tratados internacionais e na receção das credenciais de embaixadores estrangeiros; a de promulgar e mandar publicar ou vetar os atos legislativos, nomeadamente as Leis da Assembleia da República, os Decretos-Lei e os decretos-regulamentares do Governo, bem como requerer a fiscalização da constitucionalidade destes diplomas; a de nomeação e exoneração do Primeiro-Ministro e dos demais ministros, neste último caso sob proposta do chefe do governo; conferir condecorações e exercer o cargo de grão-mestre das ordens honoríficas. Cabe, ainda, ao Presidente da República, sob proposta do Governo, a nomeação e exoneração de embaixadores e dos mais altos cargos militares (chefes de estado maior), bem como a nomeação do Procurador-Geral da República. No âmbito da interdependência de poderes entre o Presidente da República, a Assembleia da República e o Governo, cabe ao primeiro declarar a guerra e fazer a paz, declarar o estado de emergência e o de sítio e indultar e comutar penas. O chefe de Estado português reside, oficialmente, no Palácio de Belém, em Lisboa.
|                                                                        |  |                                                                                |
| Marcelo Rebelo de Sousa, o presidente do país desde 9 de Março de 2016 |  | Luís Montenegro é o atual primeiro-ministro português desde 2 de Abril de 2024 |

A Assembleia da República, que reúne em Lisboa, no Palácio de São Bento, é eleita para um mandato de quatro anos. O primado do poder legislativo está atribuído à Assembleia da República, partilhando, em alguns casos, parte desse poder com o Governo. No entanto, a Assembleia da República detém poderes fiscalizadores dos atos legislativos do Governo, quer através da concessão de autorizações legislativas, quer através da apreciação parlamentar destes. Neste momento conta com 230 deputados, eleitos em 22 círculos plurinominais em listas de partidos políticos, embora nestas possam participar cidadãos independentes. O presidente da Assembleia é eleito pelos deputados, sendo sempre um deputado eleito nas legislativas, geralmente o deputado eleito é do partido do governo. O presidente da Assembleia é a segunda figura do estado, tomando a seu cargo as funções do presidente da República em caso de ausência deste.
O Governo é chefiado pelo primeiro-ministro, que é, por regra, o líder do partido mais votado em cada eleição legislativa, e é convidado, nessa forma, pelo presidente da República para formar governo, pelo que o governo não é eleito mas nomeado. É o Presidente da República quem nomeia e exonera os restantes ministros, sob proposta do primeiro-ministro Este reside oficialmente no Palacete de São Bento, nas traseiras da Assembleia da República, em Lisboa. Qualquer governo pode ser alvo duma moção de censura podendo derrubá-lo na Assembleia. Uma moção de confiança também pode ser apresentada, opondo-se à moção de censura.
Desde 1975, o panorama político português tem sido dominado por dois partidos: o Partido Socialista (PS) e o Partido Social Democrata (PSD). Estes partidos têm dividido as tarefas de governar e administrar a maioria das autarquias, praticamente desde a instauração da democracia. No entanto, partidos como o Partido Comunista Português (PCP), que detém ainda a presidência de autarquias e uma grande influência junto do movimento sindical ou o CDS — Partido Popular (CDS-PP) (que já governou o país em coligação com o PS e com o PSD) são também importantes no xadrez político. Para além destes, têm assento no Parlamento o Bloco de Esquerda (B.E.) e o Partido Ecologista "Os Verdes" (PEV).

### Sistema judicial

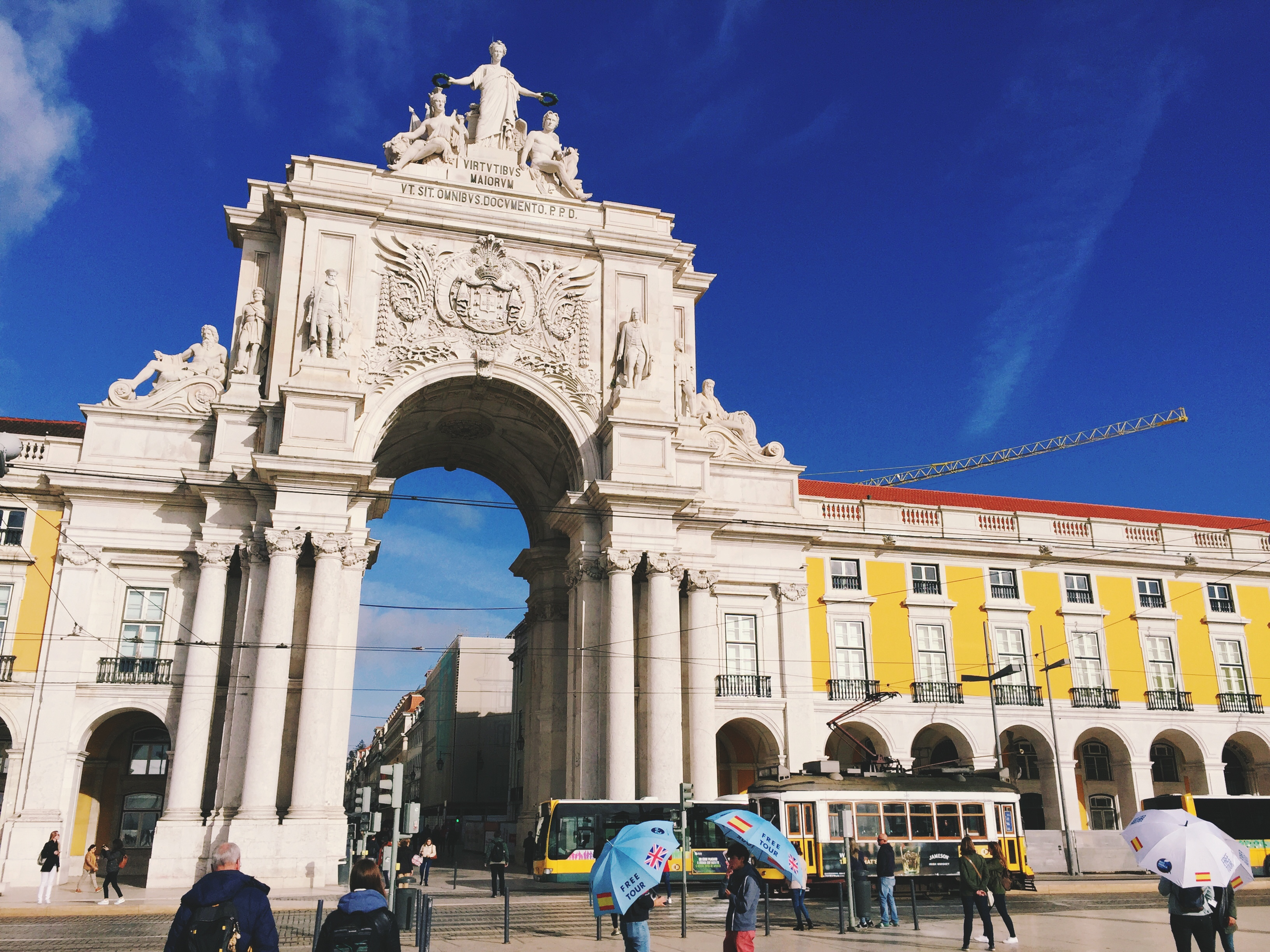
Praça do Comércio (Terreiro do Paço) em Lisboa, onde estão sediados alguns dos mais importantes departamentos governamentais do país, bem como o Supremo Tribunal de Justiça

Os tribunais administram a justiça em nome do povo, defendendo os direitos e interesses dos cidadãos, impedindo a violação da legalidade democrática e mediando os conflitos de interesses que ocorram entre diversas entidades. Segundo a Constituição existem as seguintes categorias de tribunais: Tribunal Constitucional, que tem a competência de interpretar a Constituição e fiscalizar a conformidade das leis com as suas disposições; o Supremo Tribunal de Justiça e os tribunais judiciais de primeira instância (Tribunais de Comarca) e de segunda instância (Tribunais da Relação); o Supremo Tribunal Administrativo e os tribunais administrativos e fiscais de primeira e segunda instâncias (Tribunais Centrais Administrativos); e o Tribunal de Contas.
Portugal tem um regime legal considerado inovador, no plano internacional, de opção pela salvaguarda do toxicodependente, ao invés da sua punição. Em 2001, o governo português descriminalizou, com resultados eficazes, a posse de todas as drogas como a canábis, a cocaína, a heroína e o LSD. Enquanto que a posse não é criminalizada, o tráfico ainda o é. Aos cidadãos portugueses apanhados em flagrante com pequenas quantidades de qualquer droga, é dada a opção de ir para uma clínica de reabilitação, sendo que a recusa ao tratamento pode ser feita sem consequências. Apesar das críticas de outros países europeus, que declararam o consumo de drogas em Portugal iria aumentar tremendamente, o uso de drogas entre os adolescentes caiu, juntamente com o número de casos de infeção pelo HIV, que caiu 50 por cento em 2009.
A 31 de maio de 2010, Portugal tornou-se o sexto país da Europa e o oitavo país do mundo a reconhecer legalmente o casamento entre pessoas do mesmo sexo em nível nacional. A lei entrou em vigor em 5 de junho de 2010.

### Relações externas
A política externa de Portugal está ligada ao seu papel histórico como figura proeminente da Era dos Descobrimentos e detentor do extinto Império Português. Portugal é um membro fundador da NATO (1949), OCDE (1961) e da EFTA (1960); deixando esta última em 1986 para aderir à União Europeia (UE), na altura ainda Comunidade Económica Europeia (CEE). Fundador da primeira Agência Internacional para as Energias Renováveis (IRENA), em 25 de junho de 1992, tornou-se um Estado-membro do Espaço Schengen, e, em 1996, cofundou a Comunidade dos Países de Língua Portuguesa (CPLP).
Portugal tem beneficiado significativamente da União Europeia e é um proponente da integração europeia. Esteve na presidência do Conselho da União Europeia por quatro vezes (em 1992, 2000, 2007 e 2021). Portugal aproveitou as suas presidências para lançar um diálogo entre a UE e África, tornar a economia europeia mais dinâmica e competitiva e, na penúltima presidência, constituir e assinar, em conjunto com os restantes Estados-membros, o Tratado Reformador, que ficou conhecido por Tratado de Lisboa.
Portugal foi um membro fundador da NATO; é um membro ativo da aliança ao, por exemplo, contribuir proporcionalmente com grandes contingentes nas forças da paz nos Balcãs. Portugal propôs a criação da Comunidade dos Países de Língua Portuguesa (CPLP) para melhorar os seus laços com os outros países falantes da língua portuguesa. Adicionalmente, tem participado, juntamente com a Espanha numa série de cimeiras ibero-americanas. Portugal advogou firmemente a independência de Timor-Leste, uma antiga província ultramarina, enviando tropas e dinheiro para Timor, em estreita colaboração com os Estados Unidos, aliados asiáticos e a ONU.
Possui uma amizade e aliança através de um tratado celebrado com o Brasil, além da História que une os dois países (ver: Relações entre Brasil e Portugal). Portugal detém a aliança mais antiga do mundo, que foi celebrada com a Inglaterra (sucedida pelo Reino Unido) e se mantém até aos dias de hoje.
O único litígio internacional diz respeito ao município de Olivença. Português desde 1297, o município de Olivença foi cedido à Espanha no âmbito do Tratado de Badajoz, em 1801, após a Guerra das Laranjas. Portugal alegou que lhe pertencia, em 1815, no âmbito do Tratado de Viena. Hoje o município consiste no município espanhol com o mesmo nome e no município de Táliga, separado do anterior. No entanto, as relações diplomáticas bilaterais entre os dois países vizinhos são cordiais, bem como no âmbito da União Europeia.

### Forças militares e policiais

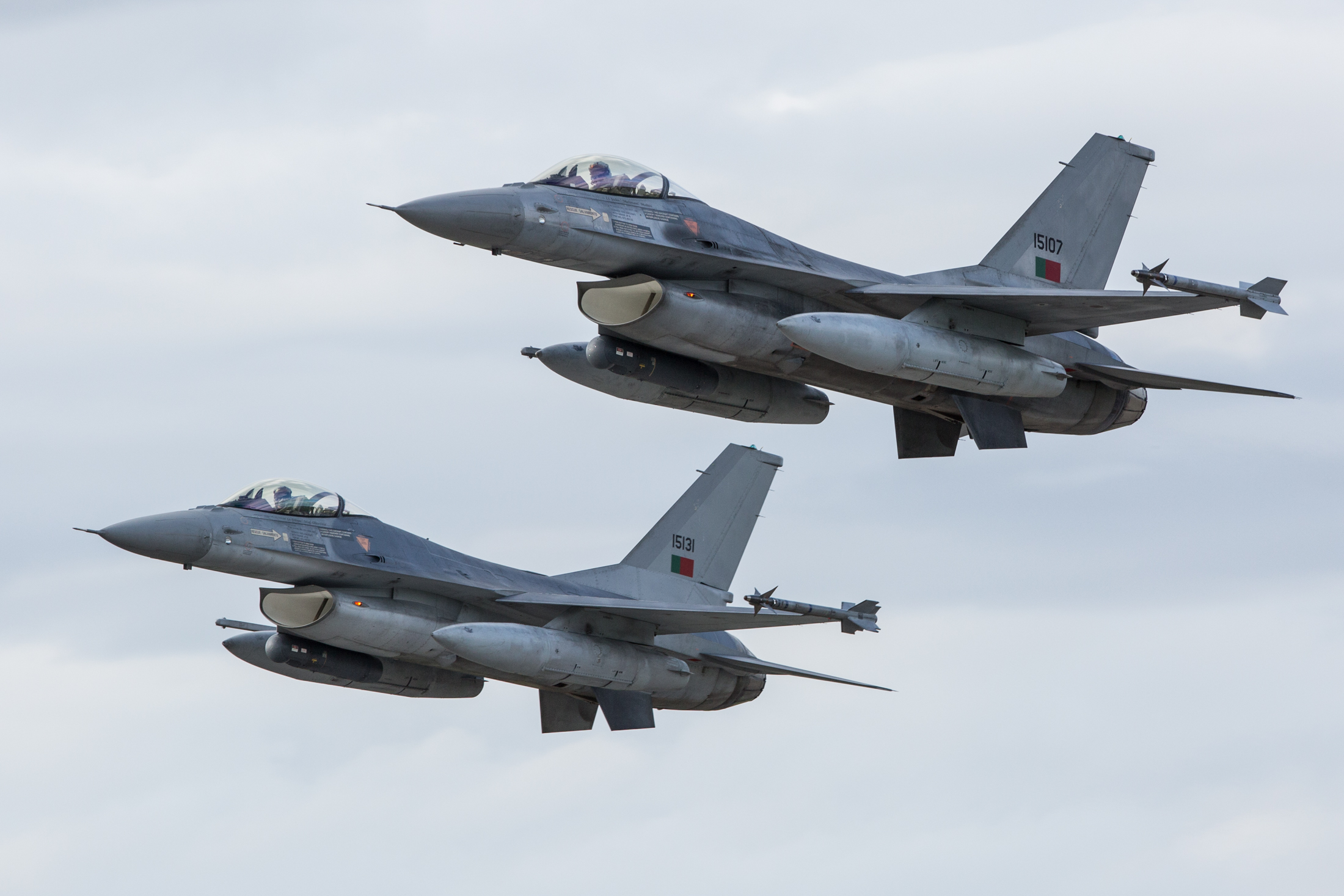
Caças F-16 da Força Aérea Portuguesa

As forças armadas têm três ramos: Exército, Marinha e Força Aérea. Os militares de Portugal servem, sobretudo, como uma autodefesa vigorosa cuja missão é proteger a integridade territorial do país, e fornecer assistência humanitária e de segurança no país e no estrangeiro. Desde 2004, o serviço militar obrigatório já não é praticado, tendo sido substituído pelo Dia da Defesa Nacional. A idade para o recrutamento voluntário é fixada nos 18 anos. No século XX, Portugal esteve envolvido em duas grandes intervenções militares: a Primeira Guerra Mundial e a Guerra Colonial Portuguesa (1961–1974).
Portugal tem participado em missões de manutenção da paz, nomeadamente em Timor-Leste, na Bósnia e Herzegovina, no Kosovo, no Afeganistão, no Iraque (Nasiriyah) e no sul do Líbano. O Exército Português possui uma Brigada de Reação Rápida, uma Brigada Mecanizada e uma Brigada de Intervenção. Estes três escalões de força aglutinam sobre si as mais diversas especialidades da disciplina militar, contendo, assim, unidades de engenharia, cavalaria, artilharia e infantaria, inserindo-se nesta última as unidades de tropas especiais, como comandos, paraquedistas e operações especiais.
A segurança da população está a cargo da Guarda Nacional Republicana (GNR) e da Polícia de Segurança Pública (PSP) que estão sob a alçada do Ministério da Administração Interna. Para além destas, Portugal possui a Polícia Judiciária (PJ), que é o principal órgão policial de investigação criminal do país, vocacionado para o combate à grande criminalidade, nomeadamente ao crime organizado, terrorismo, tráfico de estupefacientes, corrupção e criminalidade económica e financeira. A Polícia Judiciária está integrada no Ministério da Justiça, atuando sob orientação do Ministério Público.

## Subdivisões
Uma das principais divisões administrativas de Portugal são os 18 distritos no continente e as duas regiões autónomas, dos Açores e da Madeira, que se subdividem em 308 municípios e 3 091 freguesias. Portugal também está dividido em três NUTS. Esta divisão foi elaborada para fins estatísticos, estando em vigor em todos os países da União Europeia. O primeiro (NUTS I) é composto por três grandes regiões: Portugal Continental, Região Autónoma dos Açores e Região Autónoma da Madeira.
Apesar de serem os distritos a divisão administrativa de primeira ordem em Portugal Continental, é outra a divisão técnica de primeira ordem. Trata-se das cinco grandes regiões geridas pelas Comissões de Coordenação e Desenvolvimento Regional (CCDRs), e que correspondem às subdivisões NUTS II para Portugal. Os seus limites obedecem aos limites dos municípios, mas não obedecem aos limites dos distritos, que por vezes se espalham por mais do que uma região. As regiões de NUTS II subdividem-se em sub-regiões estatísticas sem significado administrativo, denominada NUTS III, cujo único objetivo é o de servirem para agrupar municípios contíguos, com problemas e desafios semelhantes, e obter assim dados de conjunto destinados principalmente ao planeamento económico.
Uma outra versão da divisão administrativa portuguesa, que está atualmente (2008) em processo de implantação (a diferentes velocidades consoante as várias estruturas), gira em volta de "áreas urbanas", definidas como unidades territoriais contínuas constituídas por agrupamentos de concelhos. Existem dois tipos de áreas urbanas: Grandes Áreas Metropolitanas (GAM) — área urbana composta por nove ou mais concelhos, e com população superior a 350 mil habitantes; Comunidades Intermunicipais (CIM) — área urbana composta por três ou mais concelhos, e com uma população entre 10 a 100 mil habitantes eleitores.

## Economia
Desde 1985, o país entrou num processo de modernização num ambiente bastante estável (1985 até à atualidade) e juntou-se à União Europeia em 1986. Os sucessivos governos fizeram várias reformas: privatizaram muitas empresas controladas pelo Estado e liberalizaram áreas-chave da economia, incluindo os setores das telecomunicações e financeiros. Portugal desenvolveu uma economia crescentemente baseada em serviços e foi um dos onze membros fundadores da moeda europeia — o Euro — em 1999. Começou a circular a sua nova moeda em 1 de janeiro de 2002 com onze outros Estados membros da União Europeia.
Quando se analisa num maior período de tempo, verifica-se que a convergência da economia portuguesa para os padrões da União Europeia tem sido impressionante, especialmente entre 1986 e o início da década de 2000. De acordo com Barry (2003), "o que parece ter sido crucial no caso português, em relação à Espanha pelo menos, é o grau de flexibilidade do mercado de trabalho que a economia exibe. (...) Essa convergência portuguesa tem sido impressionante, mesmo que, coerente com o seu relativamente baixo estoque de capital humano, a economia tem-se especializado em produção de baixa tecnologia." O crescimento económico português esteve acima da média da União Europeia na maior parte da década de 1990 e uma pesquisa sobre qualidade de vida feita pela Economist Intelligence Unit classificou Portugal como o país com a 19.ª melhor qualidade de vida no mundo em 2005, à frente de outros países económica e tecnologicamente avançados como França, Alemanha, Reino Unido e Coreia do Sul, mas nove lugares atrás de seu único vizinho, a Espanha.
No entanto, o Relatório de Competitividade Global de 2013, publicado pelo Fórum Económico Mundial, classificou o nível de competitividade económica de Portugal na 46.ª posição entre os 60 países pesquisados, atrás de Espanha e Itália, o que representa uma queda em relação às posições conquistadas nos relatórios de anos anteriores. Portugal também continua a ser o país com o menor PIB per capita entre as nações da Europa Ocidental e o que apresenta um dos mais altos índices de desigualdade económica entre os membros da União Europeia. Em 2007, o fraco desempenho da economia portuguesa foi explorado pela revista The Economist, que descreveu Portugal como o "novo homem doente da Europa". Em 6 de abril de 2011, após o início da crise económica de 2008 e o aprofundamento da crise da dívida pública da Zona Euro, o então primeiro-ministro José Sócrates anunciou na televisão nacional que o país pediu ajuda financeira ao Fundo Monetário Internacional (FMI) e ao Fundo Europeu de Estabilização Financeira (FEEF), como a Grécia e a República da Irlanda já tinham feito. Foi a terceira vez que a ajuda financeira externa foi solicitada ao FMI — a primeira foi no final de da década de 1970, após a Revolução de 25 de Abril. Em 6 de julho do mesmo ano, a agência de notação norte-americana Moody's despromoveu a classificação do para "lixo financeiro", provocando a queda dos maiores bancos nacionais no PSI. Em 2017, o país saiu da classificação de "lixo financeiro" e voltou a ter taxas de crescimento na faixa dos 2,8–3%. A agência de notação financeira Fitch Ratings e a Standard & Poor's retiraram Portugal do nível de "lixo", melhorando em dois patamares a classificação atribuída à dívida pública portuguesa, de BB+ para BBB, o segundo nível da categoria de investimento.

### Setores
Com um passado predominantemente agrícola, atualmente e devido a todo o desenvolvimento que o país registou, a estrutura da economia baseia-se nos serviços e na indústria, que representam 67,8% e 28,2% do VAB.
A agricultura portuguesa está bem adaptada devido ao clima, relevo e solos favoráveis. Nas últimas décadas, intensificou-se a modernização agrícola, embora ainda cerca de 12% da população ativa trabalhe na agricultura. As oliveiras (4 000 km²), os vinhedos (3 750 km²), o trigo (3 000 km²) e o milho (2 680 km²) são produzidos em áreas bastante vastas. Os vinhos (especialmente o Vinho do Porto e o Vinho da Madeira) e azeites portugueses são bastante apreciados devido à sua qualidade. Portugal também é produtor de fruta de qualidade selecionada, nomeadamente as laranjas algarvias, a pêra-rocha da região Oeste, a maçã de Alcobaça, a cereja da Gardunha e a banana da Madeira. Outras produções são de horticultura ou floricultura, como a beterraba doce, óleo de girassol e tabaco.
A importância económica da pesca tem vindo a diminuir, empregando menos de 1% da população ativa. A diminuição das reservas de recursos piscatórios refletiu-se na redução da frota pesqueira portuguesa que, embora se tenha vindo a modernizar, ainda tem dificuldade em competir com outras frotas europeias. Apesar da reduzida extensão da plataforma continental portuguesa, existe alguma diversidade de espécies nas águas da ZEE de Portugal, uma das maiores da Europa. A frota portuguesa efetua captura em águas internacionais e nas ZEE de outros países. No seu todo, as espécies mais capturadas são a sardinha, o carapau, o polvo, o peixe-espada-preto, a cavala e o atum. Os portos com maior desembarque de pescado, em 2001, foram os de Matosinhos, Peniche, Olhão e Sesimbra.
A cortiça tem uma produção bastante significativa: em 2010, Portugal produzia 54% da cortiça produzida no mundo. Os recursos minerais mais significativos em Portugal são o cobre, o lítio (7), o volfrâmio (6), o estanho, o urânio, feldspatos (11), sal-gema, talco e mármore
A balança comercial de Portugal é, há muito, deficitária, com o valor das exportações a cobrir apenas 65% do valor das importações em 2006. As maiores exportações correspondem aos têxteis, vestuário, máquinas, material elétrico, veículos, equipamentos de transporte, calçado, couro, madeira, cortiça, papel, entre outras. O país importa principalmente produtos vindos da União Europeia: Espanha, Alemanha, França, Itália e Reino Unido.

### Turismo

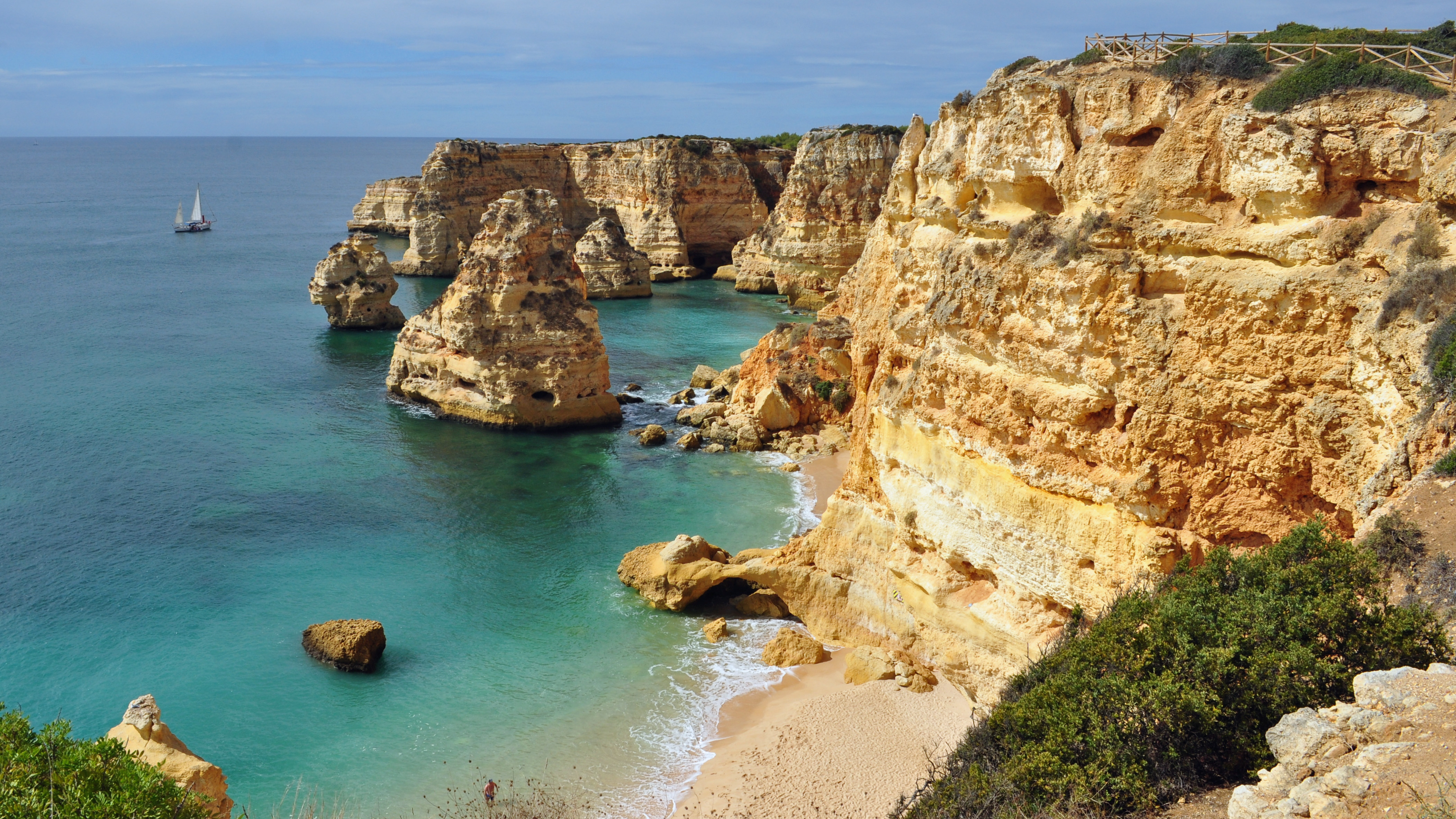
Praia da Marinha, em Lagoa, considerada uma das dez mais belas praias da Europa pelo Guia Michelin

O turismo continua a ser um setor económico extremamente importante para Portugal, sendo que o número de visitantes deverá aumentar significativamente nos próximos anos. No entanto, há uma crescente concorrência com destinos do Leste Europeu, como a Croácia, que oferecem atrativos semelhantes, mas que muitas vezes são mais baratos. Consequentemente, o país é quase obrigado a concentrar-se nas suas atrações de nicho, como a saúde, a natureza e o turismo rural, com o objetivo de permanecer à frente dos seus concorrentes.
Portugal está entre os 20 mais visitados países do mundo, recebendo uma média anual de 13 milhões de turistas estrangeiros. O turismo está a desempenhar um papel cada vez mais importante na economia de Portugal, contribuindo para cerca de 11% do seu produto interno bruto (PIB) em 2010. Entre os povos estrangeiros que mais visitaram o país em 2012 estão os britânicos, seguidos por espanhóis, alemães, franceses e brasileiros.

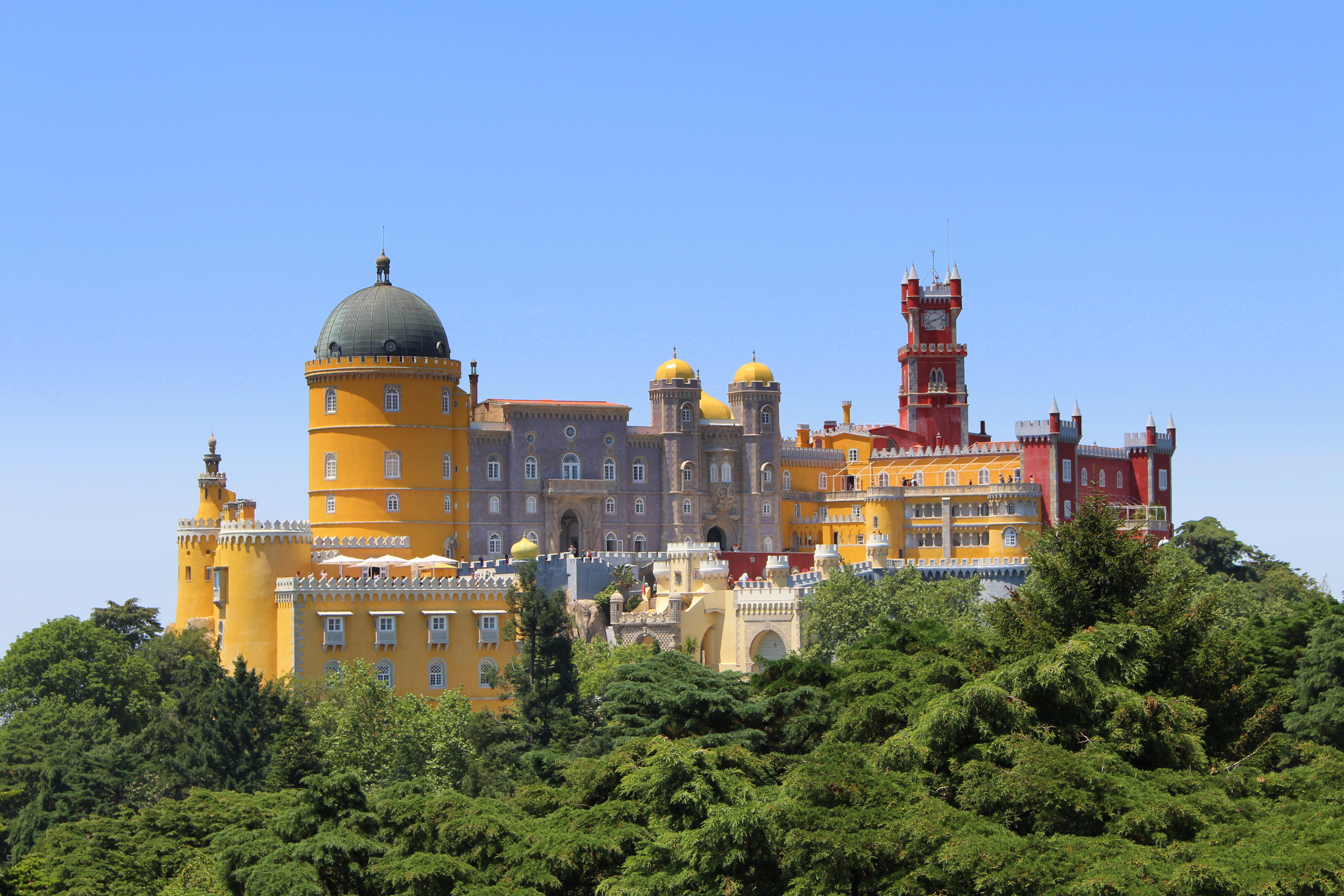
Palácio Nacional da Pena em Sintra, classificado Património Mundial pela UNESCO

Em 2013, Portugal foi obteve a 20.ª posição entre as 140 nações avaliadas pelo Índice de Competitividade em Viagens e Turismo, publicado pelo Fórum Económico Mundial. No mesmo ano, Portugal também foi eleito pela Condé Nast Traveller o melhor destino do mundo para se viajar. Paisagem, gastronomia, praias e a simpatia da população foram os critérios usados para a escolha. A publicação ressaltou o "especial encanto que é visível nas tradições do país, com cidades que combinam a modernidade com o peso visível da História, paisagens e praias que nos reconciliam com a natureza".
Em maio de 2014, o portal de viagens do jornal norte-americano USA Today elegeu o país como o melhor da Europa para passar férias.
Os principais pontos turísticos de Portugal são Lisboa, Fátima, Algarve e Madeira, mas o governo português continua a promover e desenvolver novos destinos turísticos, como o vale do Douro, a ilha de Porto Santo e o Alentejo. Em 2005, Lisboa foi a segunda cidade europeia, apenas atrás de Barcelona, que atraiu mais turistas, com sete milhões de dormidas nos hotéis da cidade.

## Infraestrutura

### Educação

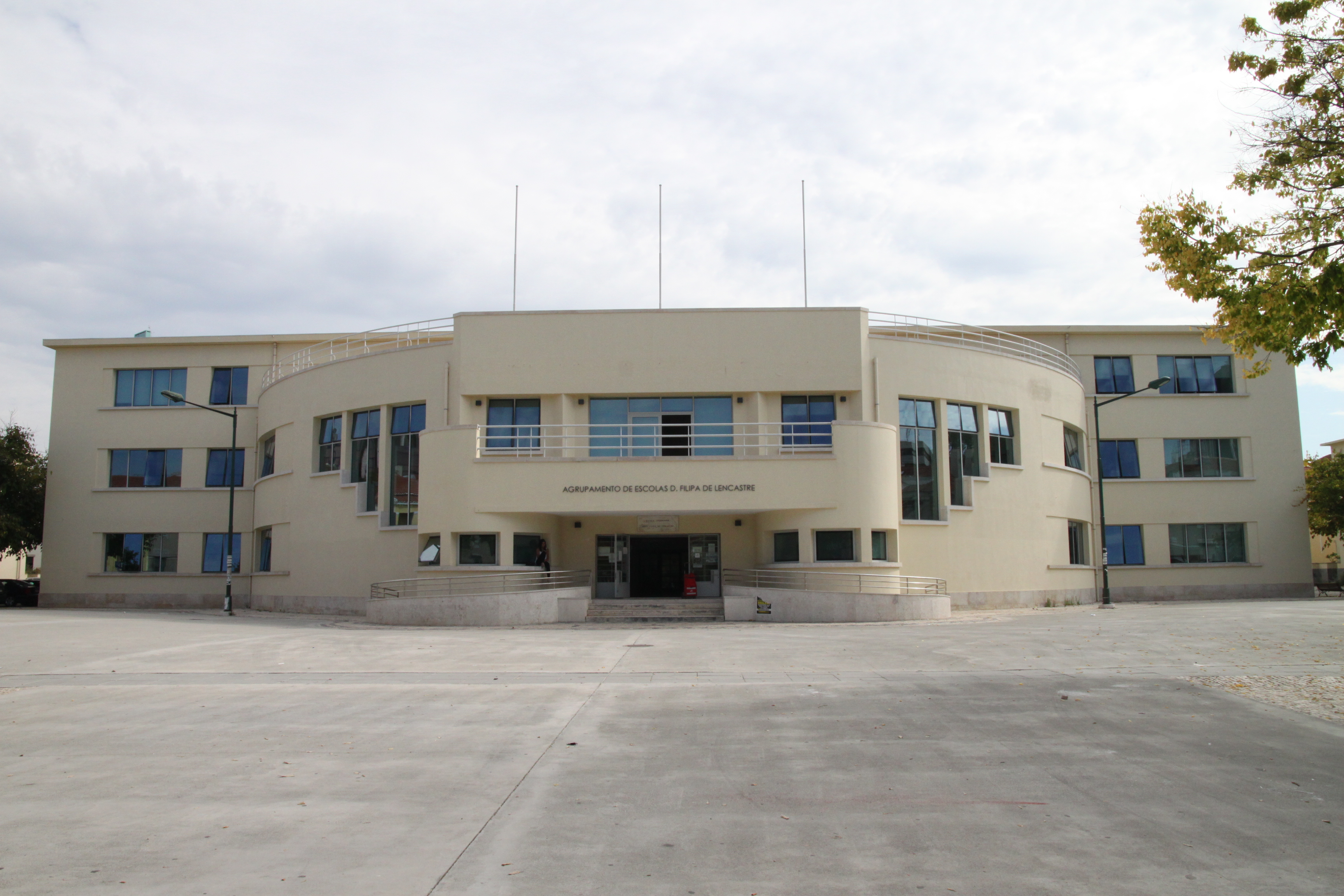
Escola Secundária D. Filipa de Lencastre em Lisboa

A coordenação da política relativa ao sistema educativo compete ao Ministério da Educação e ao Ministério da Ciência, Tecnologia e Ensino Superior. A Constituição da República Portuguesa estabelece que todos têm direito ao ensino, com garantia do direito à igualdade de oportunidades de acesso e êxito escolar, determina que o Estado criará uma rede de estabelecimentos públicos de ensino que cubra as necessidades de toda a população e assegura a liberdade de aprender e de ensinar, garantindo o direito de criação de escolas privadas. O ensino público tem, em regra, maior expressão que o ensino privado salvo no que se refere à educação pré-escolar.
A taxa de analfabetismo apurada nos Censos de 2021, situava-se ainda em 3,1% (2,1% nos homens e 4,0% nas mulheres). No ano letivo de 2014–2015, a taxa de escolarização atingia 98,3% no ensino básico, 89,5% na educação pré-escolar, 74,6% no ensino secundário e 31,4% no ensino superior.
O sistema educativo é regulado pela Lei de Bases do Sistema Educativo, e compreende a educação pré-escolar, a educação escolar e a educação extra-escolar. A educação pré-escolar é universal para todas as crianças a partir do ano em que atinjam os 4 anos de idade. A educação escolar compreende os ensinos básico, secundário e superior.
O primeiro nível de ensino, o ensino básico, tem uma duração de nove anos organizada em três ciclos: 1.º ciclo (1.º ao 4.º anos de escolaridade); 2.º ciclo (5.º e 6.º anos de escolaridade) e 3.º ciclo (7.º ao 9.º anos de escolaridade). O nível seguinte, o ensino secundário tem uma duração de três anos (10.º, 11.º e 12.º anos de escolaridade) e organiza-se num só ciclo. O ensino secundário organiza-se segundo formas diferenciadas, contemplando a existência de cursos predominantemente orientados para a vida activa ou para o prosseguimento de estudos. A escolaridade obrigatória é de 12 anos, abrangendo os ensinos básico e secundário e inicia-se aos seis anos de idade.
O ensino superior é constituído por dois subsistemas: universitário e politécnico. Na organização dos seus cursos foi adotado o modelo definido no âmbito do Processo de Bolonha, através de um conjunto der alterações introduzidas pelas instituições de ensino superior entre os anos de 2006 e 2009. O ensino universitário é ministrado em universidades, institutos universitários e também em escolas universitárias não integradas em universidades. Nas universidades e institutos universitários são conferidos os graus académicos de licenciado, mestre e doutor. Nas escolas universitárias não integradas em universidades são conferidos apenas os graus de licenciado e de mestre. As universidades têm formas diversas de organização. Na organização tradicional as suas unidades orgânicas denominam-se, em regra, faculdades e, nalguns casos, institutos ou escolas. A primeira universidade portuguesa foi criada em 1290, a Universidade de Coimbra, estabelecida primeiramente em Lisboa antes de se fixar definitivamente em Coimbra a partir de 1537. No ano letivo de 2015–2016, a maior universidade portuguesa, considerando como indicador o número de alunos, era a Universidade de Lisboa, com 49 225 estudantes inscritos.
O ensino politécnico é ministrado em institutos politécnicos, constituídos por duas ou mais escolas, em escolas politécnicas integradas em universidades e também em escolas politécnicas não integradas. No ensino politécnico são conferidos os graus académicos de licenciado e de mestre. As unidades orgânicas de ensino politécnico denominam-se, em regra, escolas, e nalguns casos institutos. No ano letivo de 2015–2016, o maior instituto politécnico, considerando como indicador o número de alunos, era o Instituto Politécnico do Porto, com 17988 estudantes inscritos.

### Saúde
O sistema de saúde português é caraterizado por três sistemas coexistentes: o Serviço Nacional de Saúde (SNS), os regimes de seguro social de saúde especiais para determinadas profissões (subsistemas de saúde) e seguros de saúde de voluntariado privados. O SNS oferece uma cobertura universal. Além disso, cerca de 25% da população é coberto por subsistemas de saúde, 10% em seguros privados e outros 7% em fundos mútuos.
O Ministério da Saúde é responsável pelo desenvolvimento da política da saúde, bem como de gerir o SNS. Cinco administrações regionais de saúde são responsáveis pela execução dos objetivos da política nacional de saúde, desenvolvimento de orientações e protocolos e supervisionar a prestação de cuidados de saúde. Os esforços para a descentralização têm-se destinado a transferir a responsabilidade financeira e de gestão a nível regional. Na prática, porém, a autonomia das administrações regionais de saúde sobre definição de orçamento e das despesas foi limitada aos cuidados primários. O SNS é predominantemente financiado através de uma tributação geral. As contribuições dos empregadores (incluindo o Estado) e dos empregados representam as principais fontes de financiamento dos subsistemas de saúde. Além disso, os pagamentos diretos pelo paciente e os prémios de seguros voluntários de saúde representam uma grande percentagem de financiamento.
Semelhante aos outros países da Europa, em Portugal a maioria da população morre com doenças não transmissíveis. A mortalidade devido a doenças cardiovasculares (DCV) é maior do que na Zona Euro, mas as suas duas principais componentes, a doença cardíaca e a doença cerebrovascular, mostram as tendências em relação inversa com a Europa, com a doença cerebrovascular sendo a maior causa de morte em Portugal (17%). Doze por cento da população morre de cancro com menos frequência do que na Europa, mas não diminui a taxa de mortalidade tão rapidamente como na Europa. O cancro é mais frequente entre as crianças, bem como entre as mulheres mais jovens, com idade inferior a 44 anos. Embora o cancro do pulmão (lentamente aumentando entre as mulheres) e o cancro da mama (diminuindo rapidamente) não afetem tanto, o cancro do colo do útero e da próstata são mais frequentes. Portugal tem a mais alta taxa de mortalidade por diabetes na Europa, com um aumento acentuado desde os finais da década de 1980.
Em Portugal, a taxa de mortalidade infantil caiu acentuadamente desde a década de 1980, quando 24 em cada mil nascimentos morriam no primeiro ano de vida. Agora, é cerca de 3 mortes por cada mil nascimentos. Esta melhoria deveu-se principalmente à diminuição da mortalidade neonatal, de 15,5 para 3,4 por cada mil nados-vivos. De acordo com o último Relatório de Desenvolvimento Humano, a média de vida em 2006 foi de 77,9 anos.

### Ciência e tecnologia
As atividades de investigação científica e tecnológica em Portugal são sobretudo conduzidas no âmbito de uma rede de unidades de I&D pertencentes a universidades públicas e estatais de gestão autónoma de investigação, em instituições como o INEGI — Instituto de Engenharia Mecânica e Gestão Industrial, INESC — Instituto de Engenharia de Sistemas e Computadores ou INETI — Instituto Nacional de Engenharia, Tecnologia e Inovação. O financiamento deste sistema de investigação é conduzido principalmente sob a autoridade do Ministério da Ciência, Tecnologia e Ensino Superior.
As maiores unidades de I&D das universidades públicas, em número significativo de publicações, que alcançou o reconhecimento internacional, incluem instituições de investigação de biociências como o Instituto de Ciências Biomédicas Abel Salazar, o Instituto de Medicina Molecular, o Centro de Neurociências e Biologia Celular, o IPATIMUP, e o Instituto de Biologia Molecular e Celular. Dos centros de investigação notáveis apoiados pelo Estado, está o Laboratório Internacional Ibérico de Nanotecnologia, um esforço de investigação conjunta entre Portugal e Espanha. Entre as maiores instituições não estatais está o Instituto Gulbenkian de Ciência e a Fundação Champalimaud, que atribui anualmente um dos mais elevados prémios monetários do mundo relacionado com a ciência. Uma série de empresas nacionais e multinacionais de alta tecnologia, são também responsáveis por projetos de investigação e desenvolvimento. Uma das mais antigas academias de Portugal é a Academia das Ciências de Lisboa.
Portugal fez acordos com várias organizações científicas europeias com vista à plena adesão. Estas incluem a Agência Espacial Europeia (ESA), o Laboratório Europeu de Física de Partículas (CERN), o ITER, e o Observatório Europeu do Sul (ESO). Portugal tem entrado em acordos de cooperação com o MIT (EUA) e outras instituições norte-americanas, a fim de desenvolver e aumentar a eficácia do ensino superior e de investigação em Portugal.

### Comunicações e media
O jornal Açoriano Oriental é o jornal mais antigo de Portugal e está entre os dez mais antigos do Mundo, tendo sido fundado a 18 de abril de 1835. Vários jornais têm surgido ao longo dos anos, sendo de destacar os jornais O Século, o Diário de Notícias e o Jornal de Notícias. Em Portugal, existem várias revistas nas bancas sobre os mais variados temas, sendo as que tratam os assuntos da vida social que tem mais leitores. Destas, a Nova Gente, a Caras, a Lux, a VIP e a Flash são as mais vendidas.
Portugal tem uma das mais altas taxas de penetração de telemóveis no mundo, sendo que o número de aparelhos de comunicações móveis já ultrapassou o número da população total (à data de 2007, o número de utilizadores era de 13 413 milhões). Esta rede também oferece conexões sem fio à Internet móvel, e abrange todo o território. No final do primeiro trimestre de 2008 existiam em Portugal cerca de 1,713 milhões de utilizadores com acesso à Internet em banda larga móvel e cerca 1,58 milhões de acessos à Internet fixa, dos quais aproximadamente 1,52 milhões em banda larga. Pela primeira vez, o número de utilizadores de banda larga móvel ultrapassou o número de clientes de banda larga fixa.
A maioria dos portugueses assiste à televisão através de cabo. Tendo em conta os crescimentos em ambas as tecnologias, no final do primeiro trimestre de 2008, os assinantes dos serviços de TV por subscrição suportados em redes de distribuição por cabo ou satélite (DTH) representavam cerca de 36,2 por cento dos alojamentos, mais 1 ponto percentual do que no trimestre anterior. A penetração destes serviços continua a ser superior à média nas Regiões Autónomas (que também verificaram crescimentos significativos).
Por iniciativa do Governo, a constituição da Rádio e Televisão de Portugal (RTP), SARL é feita a 15 de dezembro de 1955. Em 1975, a RTP foi nacionalizada, transformando-se na empresa pública Radiotelevisão Portuguesa, mais tarde Rádio e Televisão de Portugal. Nos finais do século, o Estado concedeu licença para a criação de duas estações de televisão: Sociedade Independente de Comunicação (1992) e Televisão Independente (1993). Em 2011, estes eram os únicos quatro canais em sinal aberto existentes em Portugal. Para além dos canais nacionais, existem dois regionais: RTP Açores (1975) e RTP Madeira (1972). A RTP mantém três emissoras de rádio: Antena 1, Antena 2 e Antena 3. Para além destas, existem emissoras privadas, sendo as mais conhecidas e antigas, a Rádio Renascença, a Rádio Comercial e o Rádio Clube Português.

### Energia

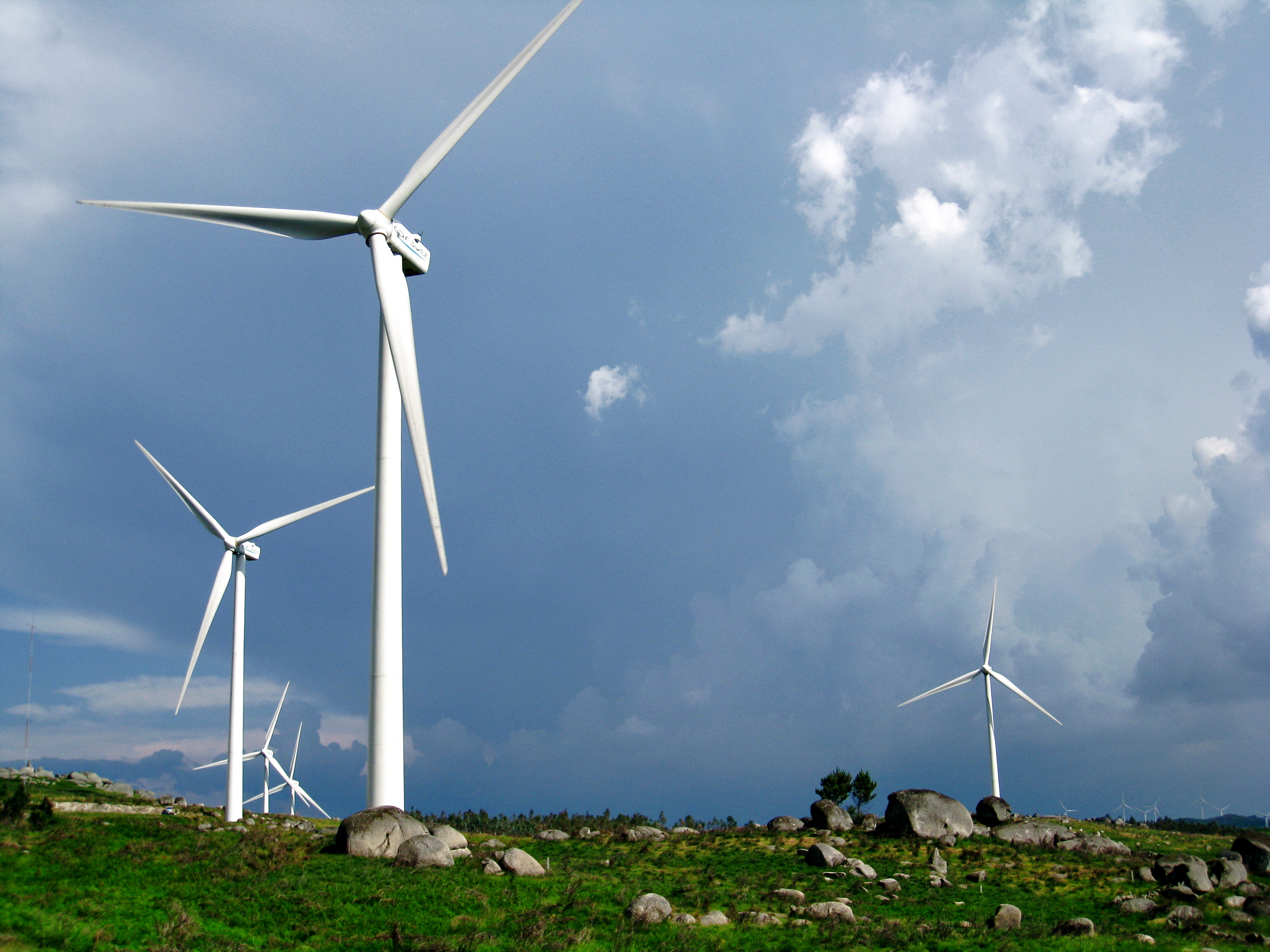
Parque eólico em Aboim, no município de Fafe

Portugal é um país altamente deficitário em termos energéticos. Em 2019, o país importou 74% da energia total que consumiu, uma das maiores taxas entre os membros da Agência Internacional de Energia. Relativamente à produção de eletricidade, Portugal produziu, em 2005, 85% da eletricidade que consumiu (importando os restantes 15%). A produção doméstica total nesse mesmo ano foi 4 657 GW•h repartida do seguinte modo em termos das fontes utilizadas: não renováveis — 80,8% (carvão — 32,7%, gás natural — 29,2%, petróleo — 18,9%); renováveis — 19,2% (hidroelétrica — 11%, eólica — 3,8%, biomassa — 3,0%, outras — 1,4%).
Contudo, pela primeira vez na sua história, Portugal, nos primeiros 5 meses de 2010, teve uma balança comercial de energia elétrica positiva, exportando mais energia que a que importou (982 GW•h contra 946 GW•h). A Barragem de Alqueva, no Alentejo — servindo a irrigação dos campos e gerando energia hidroelétrica, que criou o maior lago artificial na região ocidental da Europa e foi um dos maiores projetos de investimento do país.

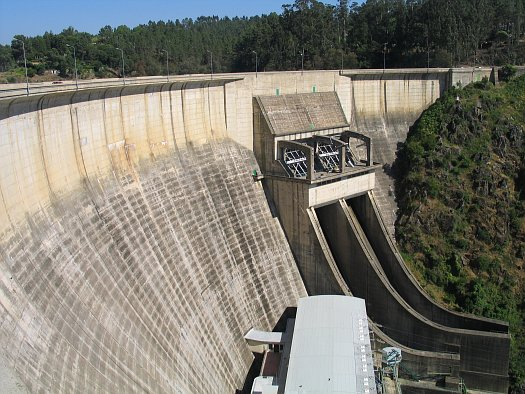
A Barragem de Castelo do Bode, uma das mais importantes hidrelétricas do país

Em 2007, foi inaugurada uma das maiores centrais de energia solar fotovoltaica do mundo (11 MW), em Brinches, concelho de Serpa. Paralelamente a primeira exploração comercial do mundo da energia das ondas do mar entrou em funcionamento em setembro de 2008, 5 km ao largo de Aguçadoura, concelho de Póvoa de Varzim.
Em 2016, Portugal passou quatro dias consecutivos a utilizar apenas energia renovável e assinou acordo internacional para comércio de energia renovável com Marrocos, Espanha, França e Alemanha. Em 2021, Portugal tinha, em energia elétrica instalada, 7 241 MW em energia hidroelétrica (27º maior do mundo), 5 248 MW em energia eólica (18º maior do mundo), 1 801 MW em energia solar (32º maior do mundo), e 666 MW em biomassa, além de outras fontes.

### Água e saneamento

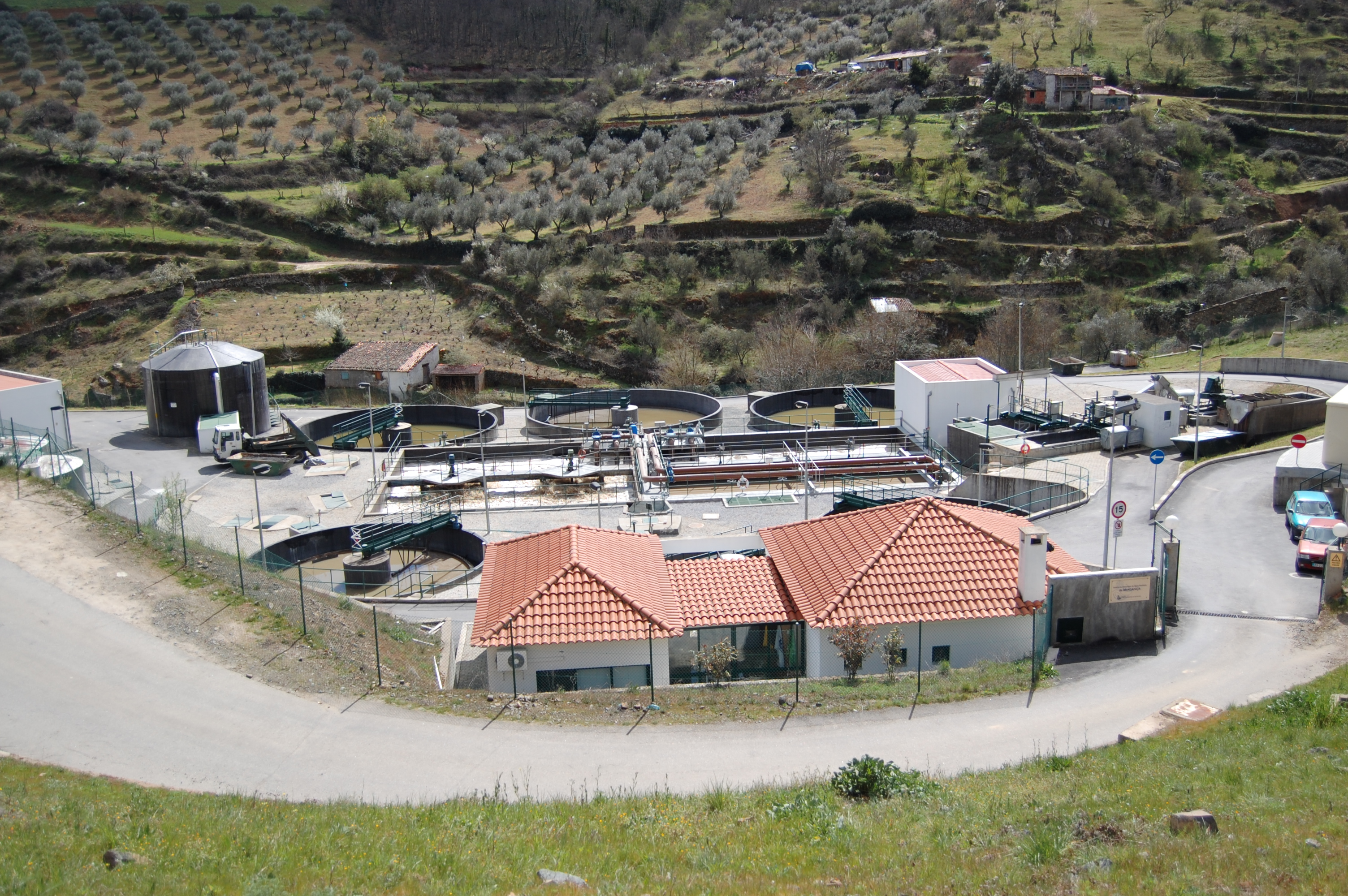
Estação de tratamento de água em Bragança

Antes de 1993, a situação global dos serviços de abastecimento público de água e saneamento de águas residuais em Portugal era bastante deficiente e apresentava dificuldades em responder aos novos desafios impostos pela União Europeia.
Portugal possui serviços de abastecimento de água e de drenagem e tratamento de águas residuais em geral modernos, fiáveis e com garantia de qualidade de serviço aceitável. Em 2009 e segundo os últimos dados disponíveis, as taxas de cobertura dos serviços eram de 94% para o serviço de abastecimento de água e de 80% e 72% para a drenagem de águas residuais e para o tratamento de águas residuais, respetivamente (INSAAR). No que respeita à qualidade da água para consumo humano, Portugal dispõe de água de abastecimento público com qualidade elevada. Cerca de 98% da água para consumo humano é controlada e de boa qualidade, segundo os padrões nacionais e europeus.

### Transportes

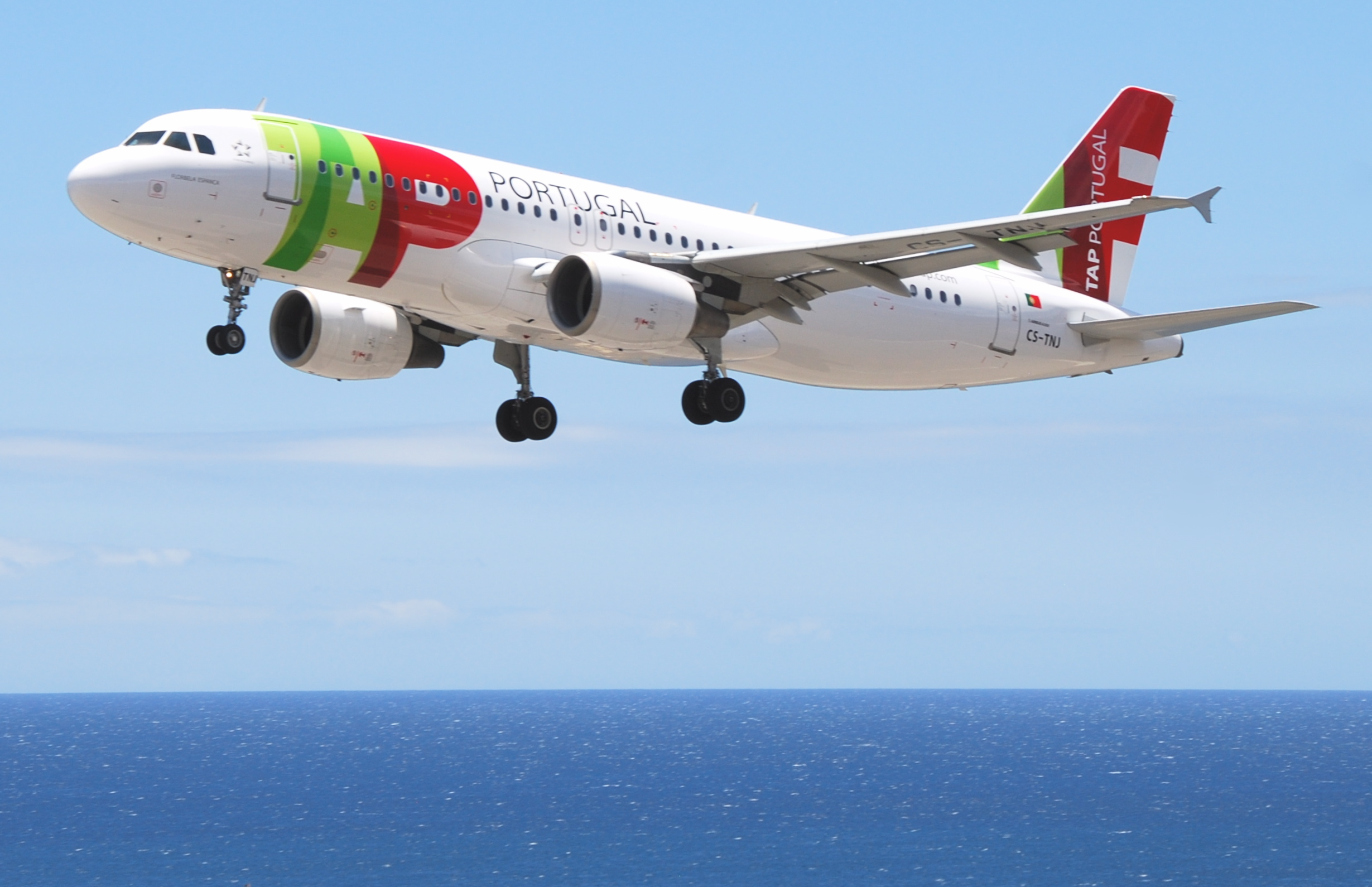
Um A320 da TAP Portugal

Os transportes foram encarados como uma prioridade na década de 1990, sobretudo devido ao aumento da utilização de veículos automóveis e à industrialização. Portugal foi um dos primeiros países do Mundo a ter uma autoestrada, inaugurada em 1944, ligando Lisboa ao Estádio Nacional, a futura Autoestrada Lisboa-Cascais (atual A5). No entanto, apesar de terem sido posteriormente construídos alguns outros troços nas décadas de 1960 e 1970, só no final da década de 1980 foi iniciada a construção de autoestradas em grande escala. Hoje em dia a rede de autoestradas portuguesas é bastante desenvolvida e percorre quase todo o território, ligando todo o litoral e as principais cidades do interior, numa extensão total de aproximadamente 3 000 km. Há ainda os Itinerários Principais (IP) e os Itinerários Complementares (IC) que podem ser constituídos por autoestradas, vias rápidas (estrada destinada apenas a tráfego motorizado, com cruzamentos desnivelados e de acesso restrito a nós de ligação) e estradas nacionais. O país tem 82 900 km de rede de estradas, dos quais 71 294 km são pavimentadas e 2 613 km fazem parte de um sistema de auto-estradas. Destes, cerca de 1 700 km requerem o pagamento de portagens.
As duas principais áreas metropolitanas têm sistemas de metropolitano: o Metro de Lisboa e o Metro Sul do Tejo na Área Metropolitana de Lisboa; e no Porto, o Metro do Porto, cada uma com mais de 35 quilómetros de linhas.

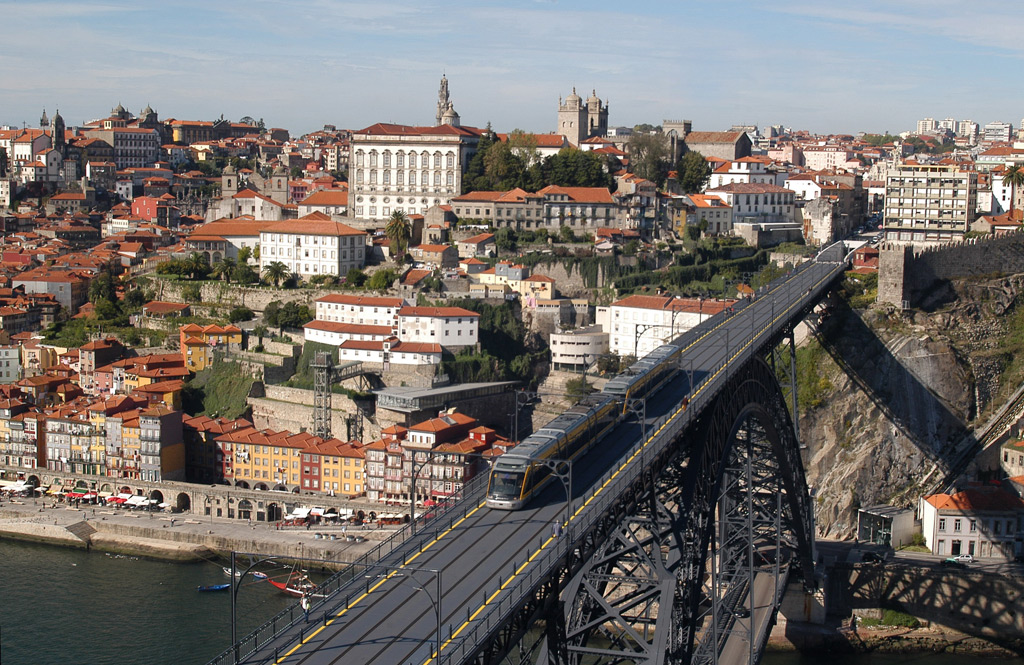
VLT do Metro do Porto a cruzar a Ponte de D. Luís

O transporte ferroviário de passageiros e mercadorias é feito utilizando os 3 319 km de linhas ferroviárias em serviço, dos quais 1 430 encontram-se eletrificados e aproximadamente 900 permitem velocidades de circulação superiores aos 120 quilómetros por hora (dados de 2008). A rede ferroviária é gerida pela Infraestruturas de Portugal (IP) enquanto que os transportes de passageiros e mercadorias são da responsabilidade da Comboios de Portugal (CP), ambas empresas públicas. Em 2006 a CP transportou 133 milhões de passageiros e 9,75 milhões de toneladas de mercadorias.
Lisboa tem uma posição geográfica que a torna num ponto de escala para muitas companhias aéreas estrangeiras nos aeroportos em todo o país. Em 2010, o Governo estava a estudar o projeto para a construção de um novo Aeroporto Internacional em Alcochete, para substituir o atual aeroporto da Portela, em Lisboa. Em 2011 o país possuía cerca de 65 aeroportos, sendo os mais importantes de Lisboa (Portela), hub da TAP Air Portugal, Faro, Porto (Francisco Sá Carneiro), Funchal (Madeira) e Ponta Delgada (João Paulo II — Açores). Os principais portos de Portugal são Leixões, Lisboa, Setúbal e Sines. O país também possui cerca de 210 quilómetros de hidrovias.

## Cultura

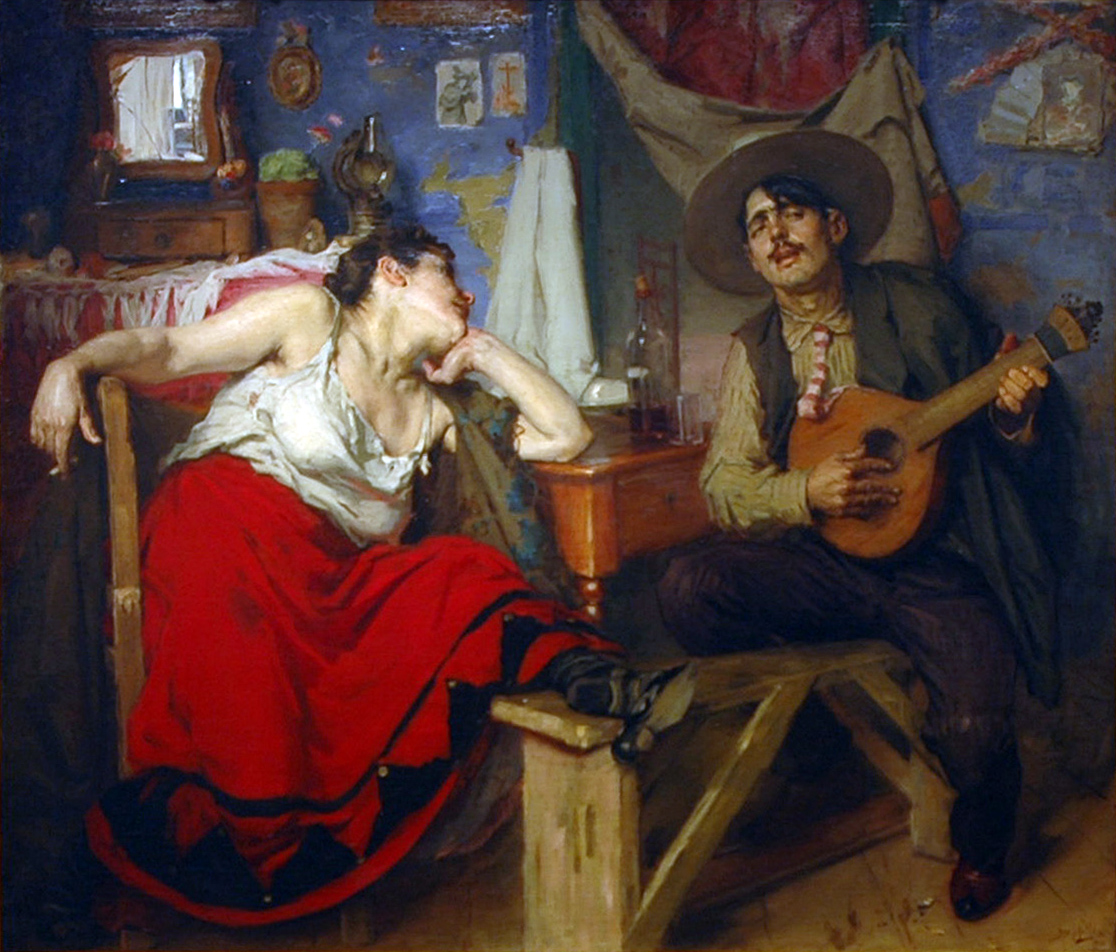
O Fado, pintura do artista português José Malhoa

Portugal desenvolveu uma cultura específica, influenciada por várias civilizações que cruzaram o Mediterrâneo e o continente europeu, ou foram introduzidos quando a nação desempenhou um papel ativo durante a Era dos Descobrimentos.
Nas décadas de 1990 e 2000, Portugal modernizou os seus equipamentos culturais públicos, além da criação, em 1956, da Fundação Calouste Gulbenkian, em Lisboa. Estes incluem o Centro Cultural de Belém, em Lisboa, a Fundação de Serralves e a Casa da Música, no Porto, bem como novos equipamentos culturais públicos como bibliotecas municipais e salas de concerto que foram construídos ou renovados em muitos municípios por todo o país.

### Música e dança

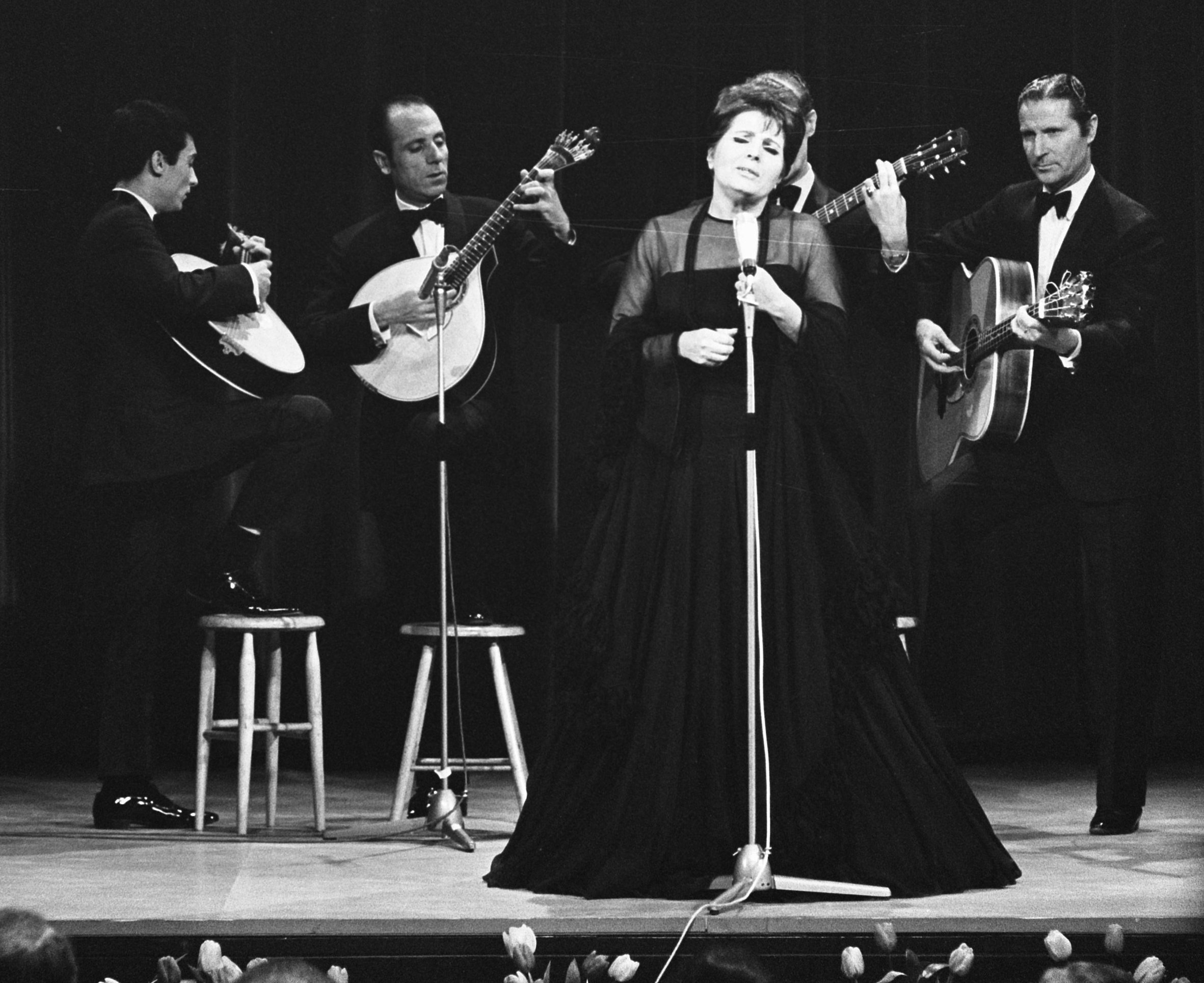
Amália Rodrigues em 1969

A música tradicional portuguesa é variada e muito rica. Do folclore fazem parte as danças do vira, do Minho, dos Pauliteiros de Miranda, da zona mirandesa, do Corridinho do Algarve ou do Bailinho, da Madeira. Instrumentos típicos são o cavaquinho, a gaita-de-foles, o acordeão, o violino, os tambores, a guitarra portuguesa (instrumento caraterístico do fado) e uma variedade de instrumentos de sopro e percussão. Ainda na cultura popular existem as bandas filarmónicas que representam cada localidade e tocam vários estilos de música, desde a popular à clássica, sendo as bandas portuguesas das que melhor qualidade artística têm.
O mais conhecido estilo de música português é o fado, cuja intérprete mais célebre foi Amália Rodrigues. Outros cantores como Alfredo Marceneiro, Vicente da Câmara, Nuno da Câmara Pereira, Frei Hermano da Câmara, António Pinto Basto e Hermínia Silva também se distinguiram como fadistas. No entanto, o Fado tem também nos últimos anos assistido ao aparecimento de jovens cantores que atingem grande êxito, como Ricardo Ribeiro, Cristina Branco, Camané, Mariza, Ana Moura, Mafalda Arnauth e Mísia, entre outros, bem como de jovens guitarristas como Bernardo Couto. Recentemente, através dos Madredeus e de cantores como Mariza ou Dulce Pontes, a música portuguesa tem atingido um patamar de reconhecimento internacional e tem ajudado a divulgar a língua portuguesa em todo o mundo. A nível de instrumentistas merece realce a carreira e composições do guitarrista Carlos Paredes, o mais conhecido mestre de guitarra portuguesa.

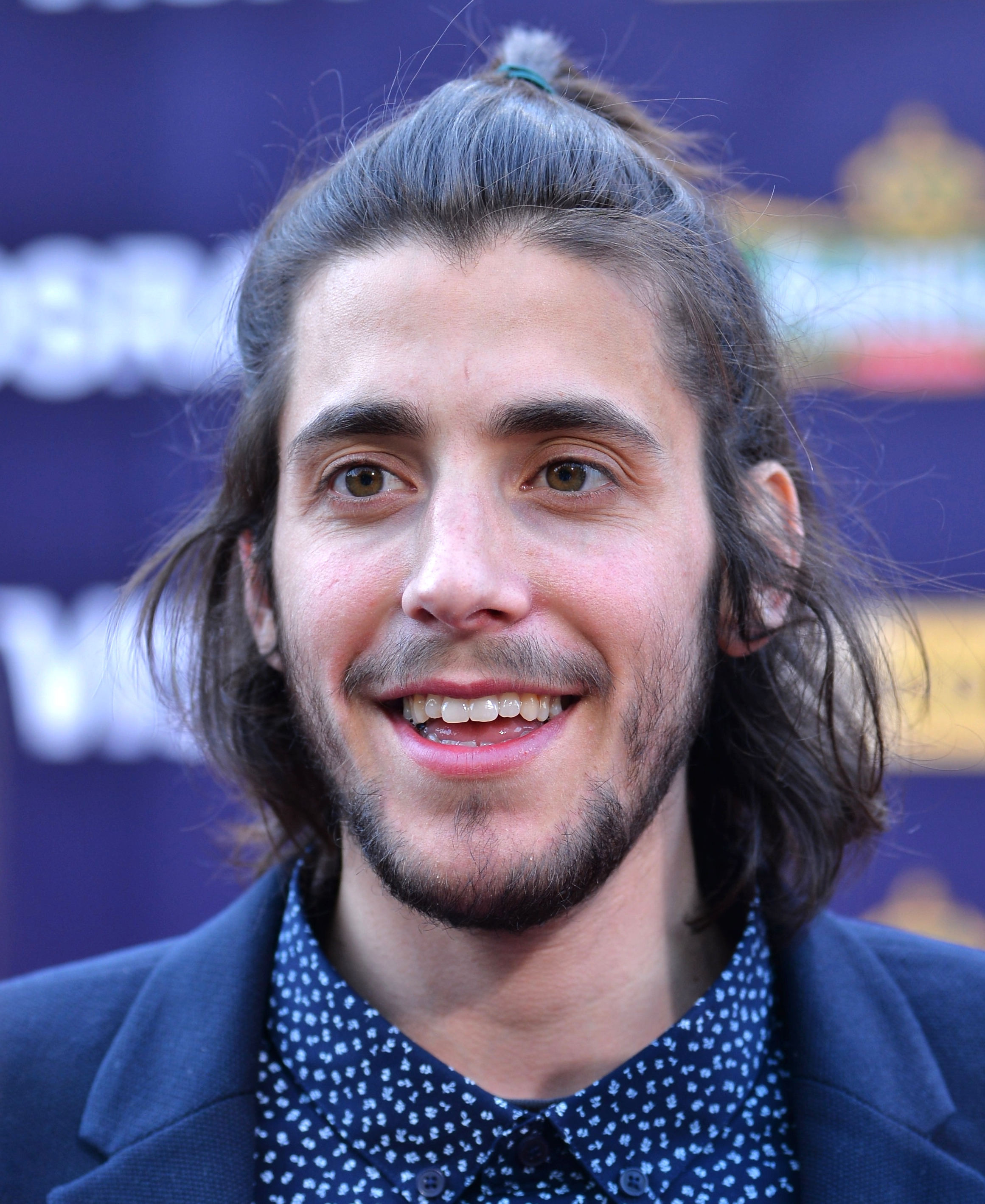
Salvador Sobral, vencedor do Festival Eurovisão da Canção 2017

Referências da canção de finais do século XX (principalmente do período pré e pós-revolucionário) são Zeca Afonso, Sérgio Godinho, Fausto, Adriano Correia de Oliveira, Vitorino, José Mário Branco, os Trovante, entre outros. Mesmo sendo ainda o fado o género mais conhecido além-fronteiras, a "nova" música portuguesa também tem um papel importante, demonstrando grande originalidade. Rui Veloso, The Gift, Mafalda Veiga, Kátia Guerreiro, Sara Tavares, Jorge Palma, Clã, David Fonseca, GNR, Ornatos Violeta, Xutos & Pontapés, Moonspell, Da Weasel, Primitive Reason, Deolinda, Mão Morta, Blasted Mechanism e Mind Da Gap são apenas alguns dos nomes mais conhecidos, indo do rock, à pop-eletrónica e ao rap, entre outros estilos. Com Salvador Sobral, Portugal venceu em 2017 o Festival Eurovisão da Canção em Kiev.
A música erudita portuguesa constitui um capítulo importante da música ocidental. Ao longo dos séculos, sobressaíram nomes de compositores e intérpretes como os trovadores Martim Codax e D. Dinis, os polifonistas Duarte Lobo, Filipe de Magalhães, Manuel Cardoso e Pedro de Cristo, o organista Manuel Rodrigues Coelho o compositor e cravista Carlos Seixas, a cantora Luísa Todi, o sinfonista e pianista João Domingos Bomtempo ou o compositor e musicólogo Fernando Lopes Graça. O período de ouro da música portuguesa coincidiu, discutivelmente, com o apogeu da polifonia clássica no século XVII (Escola de Évora, Santa Cruz de Coimbra). Entre as grandes referências atuais, pontificam os nomes dos pianistas Artur Pizarro, Maria João Pires, Olga Prats e Sequeira Costa, da violetista Anabela Chaves, do violinista Carlos Damas, do compositor Emmanuel Nunes, do compositor e maestro Álvaro Cassutto. As orquestras sinfónicas mais importantes são a Orquestra da Fundação Gulbenkian, a Orquestra Nacional do Porto e a Orquestra Sinfónica Portuguesa. No que diz respeito à ópera, o Teatro Nacional de São Carlos em Lisboa é o mais representativo.

### Literatura
|                                                                             |  |                                                                      |
| Luís de Camões, uma das figuras centrais da literatura em língua portuguesa |  | Fernando Pessoa, um dos melhores escritores da civilização ocidental |

A literatura portuguesa, uma das primeiras literaturas ocidentais, desenvolveu-se através de texto e música. Até 1350, os trovadores galego-portugueses espalharam a sua influência literária para a maior parte da Península Ibérica. Gil Vicente (1465–1536), foi um dos fundadores das tradições dramáticas portuguesa e espanhola.
Aventureiro e poeta, Luís de Camões (1524–1580) escreveu o poema épico Os Lusíadas, com a Eneida de Virgílio como sua principal influência. A poesia moderna portuguesa está enraizada nos estilos neoclássico e contemporâneo, como exemplificado por Fernando Pessoa (1888–1935).
A literatura moderna portuguesa é representada por autores como Almeida Garrett, Camilo Castelo Branco, Eça de Queirós, Sophia de Mello Breyner Andresen, António Lobo Antunes e Miguel Torga. Com um estilo particularmente popular e distinto está José Saramago, vencedor do prémio Nobel da Literatura em 1998.

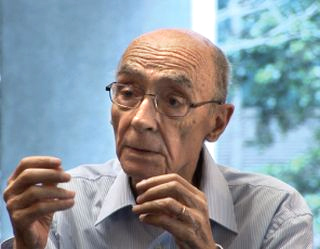
José Saramago, vencedor do prémio Nobel da Literatura em 1998

Na literatura portuguesa, é eminente a poesia, estando entre os maiores poetas portugueses de todos os tempos Luís de Camões e Fernando Pessoa, aos quais se pode acrescentar Bocage, Antero de Quental, Eugénio de Andrade, Sophia de Mello Breyner Andresen, Florbela Espanca, Cesário Verde, António Ramos Rosa, Mário Cesariny, Herberto Helder, Al Berto, Alexandre O'Neill e Ruy Belo, entre outros.
Na prosa, Damião de Góis, o Padre António Vieira, Almeida Garrett, Miguel Torga, Fernando Namora, Nuno Bragança, José Cardoso Pires, António Lobo Antunes. No teatro, têm destaque, para além da figura maior de Gil Vicente, António José da Silva — dito "o Judeu" — e Bernardo Santareno.

### Gastronomia
A gastronomia é muito rica em variedade e do agrado de nacionais e estrangeiros em geral. Cada zona do país tem os seus pratos típicos, incluindo os mais diversificados alimentos, passando pelas carnes de gado, carneiro, porco e aves pelos variados enchidos, pelas diversas espécies de peixe fresco (sardinha e carapau) e marisco. O bacalhau é dos peixes mais consumidos, existindo imensos pratos à base deste peixe. Entre os queijos sobressaem os da Serra da Estrela, de Azeitão e de São Jorge, entre muitos outros.

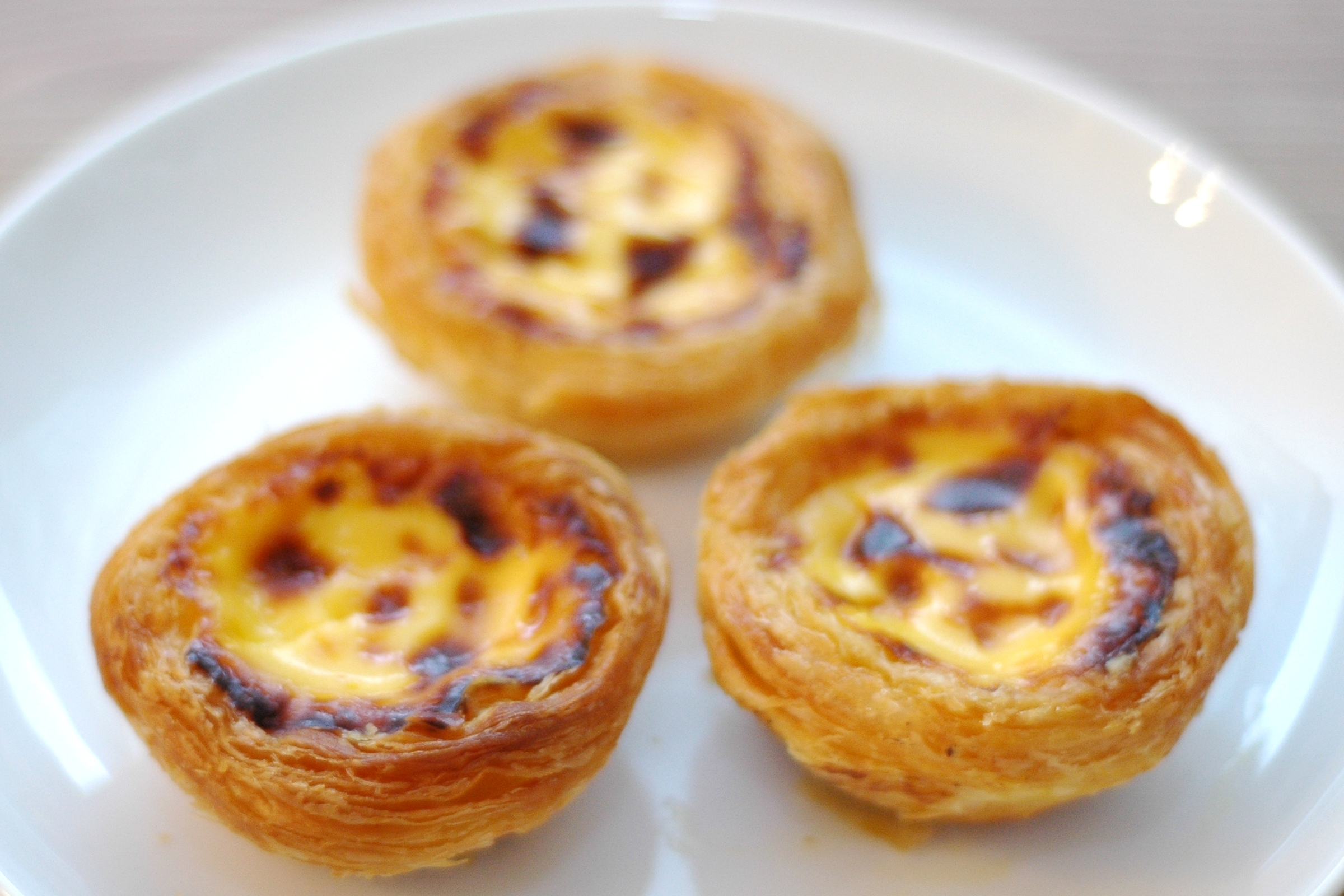
Pastéis de nata

Portugal é um país fortemente vinícola, sendo célebres os vinhos do Douro, do Alentejo e do Dão, os vinhos verdes do Minho, e os licorosos do Porto e da Madeira. Na doçaria, entre uma enorme variedade de receitas tradicionais, são muito famosos os chamados Pastéis de nata (ou pastéis de Belém, assim denominados na região de Lisboa apenas, mantendo-se o segredo da sua confeção bem guardado), assim como os ovos moles de Aveiro, o pastel de Tentúgal, a sericaia ou o Pão de Ló de Ovar, e as Tíbias na cidade de Braga a par de muitos outros. Muita da doçaria foi criada nos antigos conventos.
Entre os pratos típicos são de destacar o cozido à portuguesa, o bacalhau à Brás, à Gomes de Sá ou em pastéis, as espetadas da Madeira, o cozido vulcânico dos Açores (São Miguel), o leitão assado à moda da Bairrada os rojões de Aveiro e do Minho, a chanfana da Beira, a carne de porco à alentejana, os peixes grelhados muito consumidos no litoral, as tripas (da região do Porto), as pataniscas (da região de Lisboa) ou o gaspacho (do Alentejo e Algarve). A cozinha portuguesa influenciou também outras gastronomias, tais como a japonesa, com a introdução da tempura.

### Arquitetura
|                                                                                                |  | |
| A Torre de Belém, em Lisboa, é Património Mundial pela UNESCO e um exemplo do estilo manuelino |  | Vista exterior da Casa da Música, no Porto, edifício cuja arquietura foi aclamada internacionalmente |

Após um período românico que vigorou até ao século XIII, vão surgindo monumentos de estilo gótico com destaque para o Mosteiro da Batalha. Portugal destacou-se pelo desenvolvimento do manuelino, um gótico tardio financiado pelos chamados descobrimentos, caraterizado pela profusão de elementos marítimos. De destacar também o estilo pombalino com início na segunda metade do século XVIII, com grande expressão em Lisboa na chamada baixa pombalina.
A arquitetura popular marcou a arquitetura dos anos 1950, no chamado "Português Suave" que prevaleceu até ao final do Salazarismo. A arquitetura contemporânea portuguesa contrapõe tradições à intenção de inovar, desenvolvida por várias gerações desde meados do século XX até aos nossos dias. Álvaro Siza (prémio Pritzker), Fernando Távora, Eduardo Souto de Moura (prémio Pritzker), Raul Hestnes Ferreira, Rui Jervis Atouguia, Jorge Ferreira Chaves, Francisco Conceição Silva, Keil do Amaral, Cassiano Branco, Pancho Guedes, Francisco Castro Rodrigues, Manuel Tainha, Vítor Figueiredo, Gonçalo Byrne e Tomás Taveira são alguns dos mais notáveis arquitetos portugueses da época contemporânea.

### Desporto

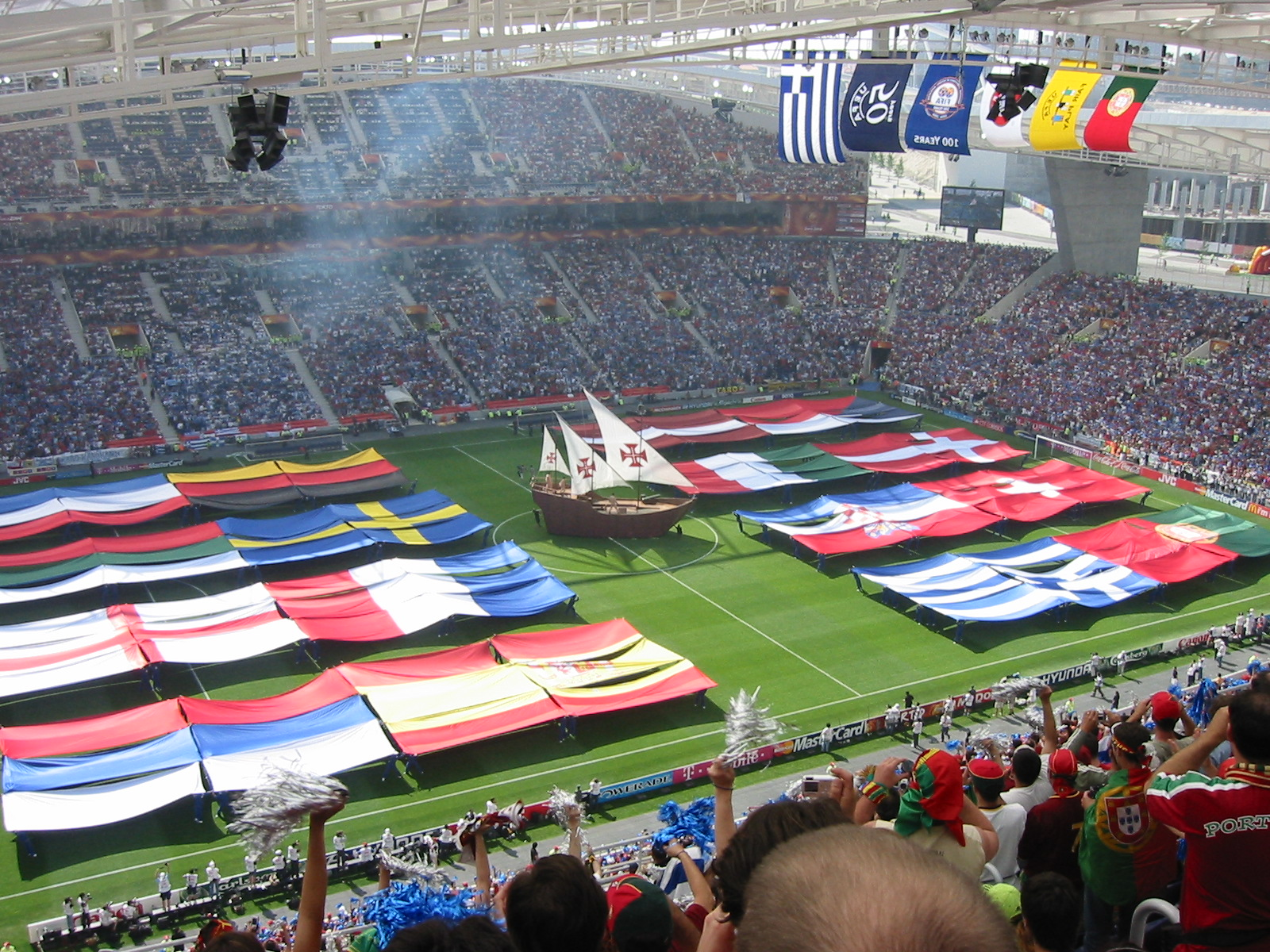
Cerimónia de abertura do Campeonato Europeu de Futebol de 2004 (UEFA), no Estádio do Dragão, no Porto

O futebol é o mais conhecido e praticado desporto em Portugal. O antigo jogador Eusébio é ainda um grande símbolo da História do futebol português e os mais recentes fenómenos de popularidade Luís Figo, Vítor Baía, Rui Costa, João Vieira Pinto, Pedro Pauleta e Cristiano Ronaldo, estão entre os numerosos exemplos de outros futebolistas de renome mundial nascidos em Portugal. Alguns dos chamados clubes históricos são o Sport Lisboa e Benfica, o Sporting Clube de Portugal, o Futebol Clube do Porto, conhecidos como "Os Três Grandes", todos campeões da Liga Portuguesa de Futebol inúmeras vezes. Belenenses e Boavista são os dois outros clubes que já ganharam o o campeonato português, ambos por uma vez. Ultimamente Sporting Clube de Braga e Vitória Sport Clube têm vindo a ganhar popularidade a nível europeu e internacional.
Algumas das modalidades desportivas em que o país mais se destaca a nível internacional além do futebol são: a vela, a equitação, o judo, o ciclismo, o triatlo, a canoagem, o hóquei em patins, o atletismo, o tiro, o surf, a ginástica acrobática, o ténis de mesa, o taekwondo e o ténis. Portugal participou em todos os Jogos Olímpicos de Verão desde os Jogos de 1912, tendo ganho quatro medalhas de ouro em atletismo (Carlos Lopes nos Jogos de 1984, Rosa Mota nos Jogos de 1988, Fernanda Ribeiro nos Jogos de 1996 e Nelson Évora nos Jogos de 2008) e numerosas medalhas de prata e bronze nos restantes desportos. Rui Costa venceu o UCI Campeonato Mundial de Estrada 29 de setembro de 2013 em Florença

### Feriados
| Data                      | Nome                                   | Observações |
| ------------------------- | -------------------------------------- | --- |
| 1 de Janeiro              | Solenidade de Santa Maria, Mãe de Deus | Celebra a festa de Santa Maria, mãe de Deus, sendo a primeira grande festa dos cristãos. Celebra ainda a Passagem de ano (início do novo ano) e o Dia Mundial da Paz. |
| Terça-feira, festa móvel  | Entrudo                                | Feriado facultativo, sendo rara a sua não utilização na prática. A data tem origem na tradição de antes de se iniciar a Quaresma, haver uma época de maior exagero e menos temperança. É conhecido por Carnaval. |
| Sexta-feira, festa móvel  | Sexta-Feira Santa                      | Celebra a Paixão e Morte de Jesus Cristo em Jerusalém. Este dia é geralmente marcado pela recriação da Via-Sacra em diversas localidades. |
| Domingo, festa móvel      | Páscoa                                 | Sendo celebrado a um Domingo, não é classificado como feriado oficial. As tradições gastronómicas da Páscoa variam muito entre as diversas regiões do país desde o pão-de-ló ao folar. Em algumas regiões, a tradição do Compasso ainda se mantém mesmo nas grandes cidades quando um pequeno grupo visita cada casa com um crucifixo e onde é feita uma pequena cerimónia de bênção da casa. Também é altura da segunda visita tradicional dos afilhados solteiros aos respectivos padrinhos para receberem a prenda de Páscoa, tradicionalmente, o Folar. |
| 25 de Abril               | Dia da Liberdade                       | Celebração da Revolução dos Cravos que marcou o fim do regime ditatorial em 1974. |
| 1 de Maio                 | Dia do Trabalhador                     | Este feriado celebra todos os trabalhadores, no dia de São José Operário, padroeiro dos trabalhadores. Celebra-se ainda a festa das Maias |
| Quinta-feira, festa móvel | Corpo de Deus                          | Segunda quinta-feira a seguir à Festa de Pentecostes (Espírito Santo). Celebra o culto à Eucaristia, e está arraigado desde a Idade Média. |
| 10 de Junho               | Dia de Portugal                        | Oficialmente Dia de Portugal, de Camões, e das Comunidades Portuguesas. A data do falecimento de Luís Vaz de Camões em 1580 e o dia do Santo Anjo da Guarda de Portugal é utilizada para relembrar os feitos passados e a essência espiritual na forma de arcanjo que protege a nação portuguesa. É costume, neste dia, condecorar os heróis nacionais. |
| 15 de Agosto              | Assunção de Nossa Senhora              | Este feriado celebra a Assunção da Virgem Maria ao Céu. É uma das festas mais antigas da Cristandade, e na Península Ibérica era chamada a Senhora de Agosto. |
| 5 de Outubro              | Implantação da República               | Este feriado celebra a Proclamação da República Portuguesa, em 1910. Relembra-se ainda a Fundação de Portugal, com a assinatura do Tratado de Zamora, em 1143. |
| 1 de Novembro             | Todos os Santos                        | Celebra todos os santos e mártires cristãos. Tradicionalmente é utilizado para recordar entes falecidos, celebra, no entanto, todos os santos cristãos, já que os defuntos se celebram no dia a seguir, 2 de Novembro. |
| 1 de Dezembro             | Restauração da Independência           | Celebra a restauração da soberania, em 1640 e o Dia da Bandeira. |
| 8 de Dezembro             | Nossa Senhora da Conceição             | Padroeira de Portugal desde 1646. É uma das maiores festas cristãs; até há alguns anos, era também o chamado Dia da Mãe. O arquétipo popular (celebração da Senhora da Conceição ou Concepção, isto é, da Maternidade) é diferente do conceito teológico oficial (afirmação de Maria como também tendo nascido sem cópula carnal de seus pais). |
| 25 de Dezembro            | Natal do Senhor                        | Celebra o nascimento de Jesus Cristo, em Belém. A noite de 24 para 25, vulgarmente chamada de Consoada, é marcada pela Missa do Galo. É também marcada pela gastronomia típica desta época, pelos jantares em família e pela troca de presentes, que pode efectuar-se logo após o jantar, após a meia-noite ou na manhã do dia 25. |